# 福生市

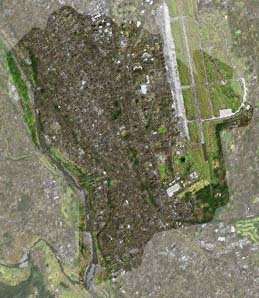
市域の衛星写真

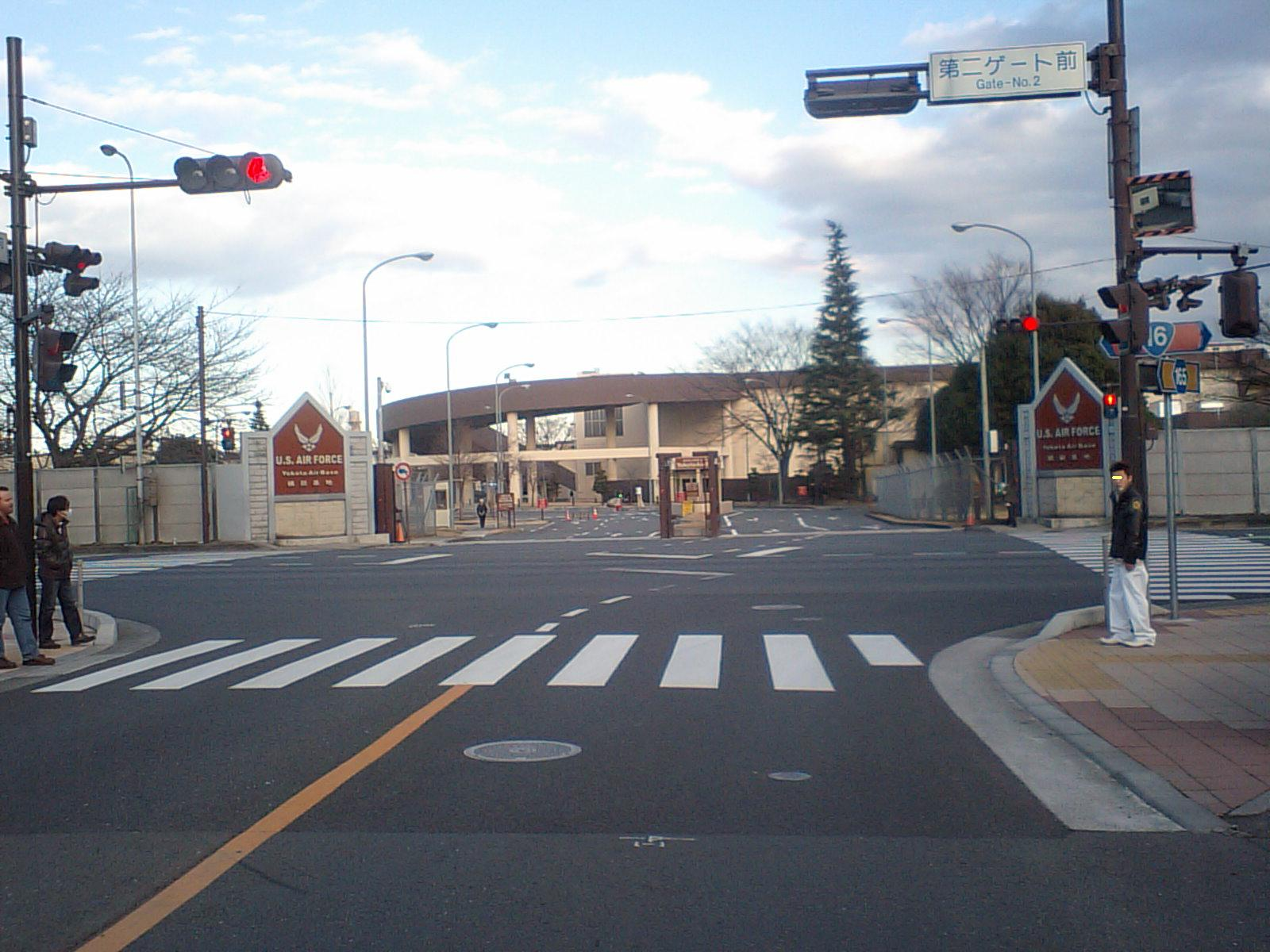
在日アメリカ空軍横田基地、第2ゲート（メインゲート）

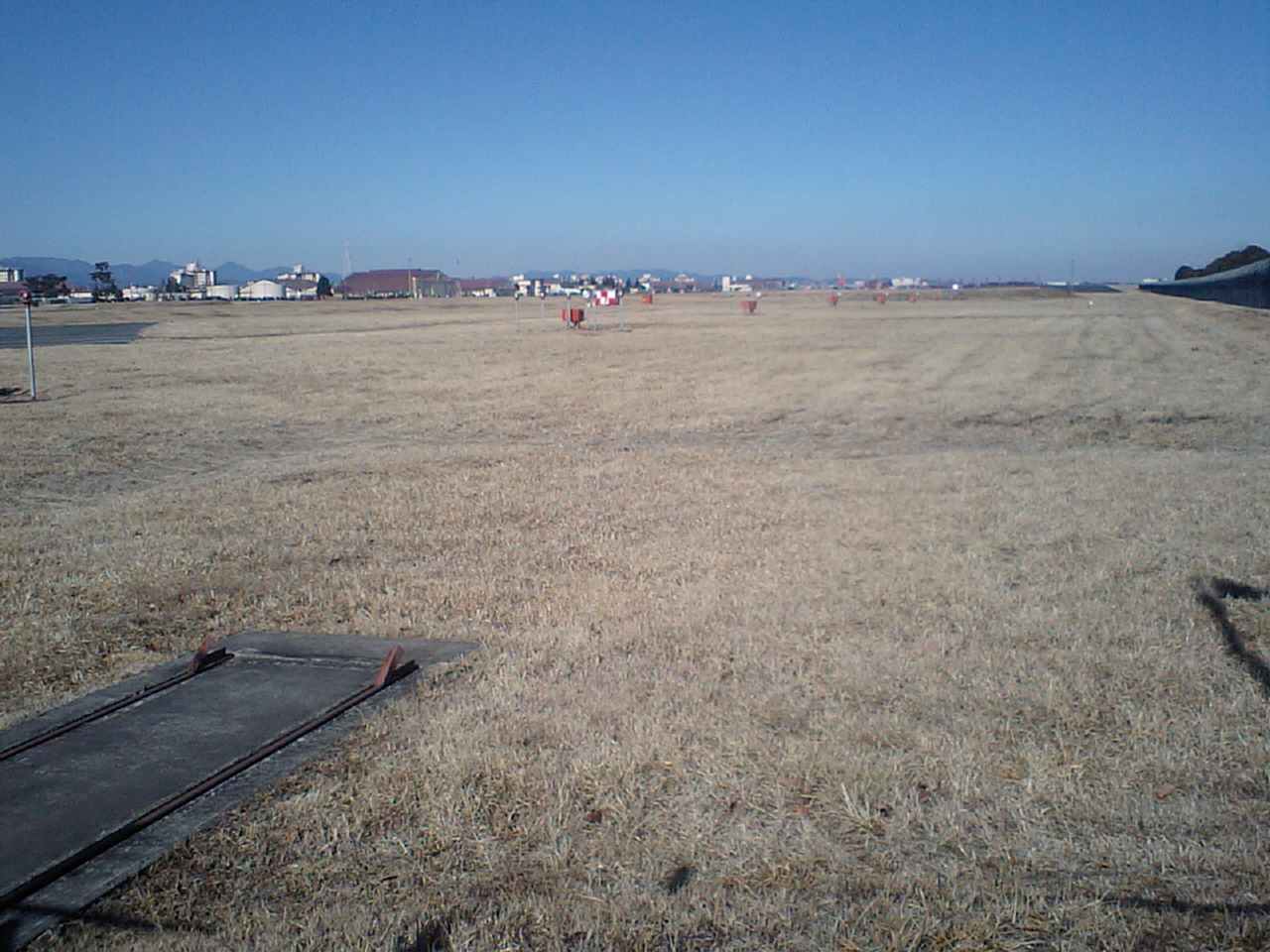
在日アメリカ空軍横田基地南端付近より、北方を望む

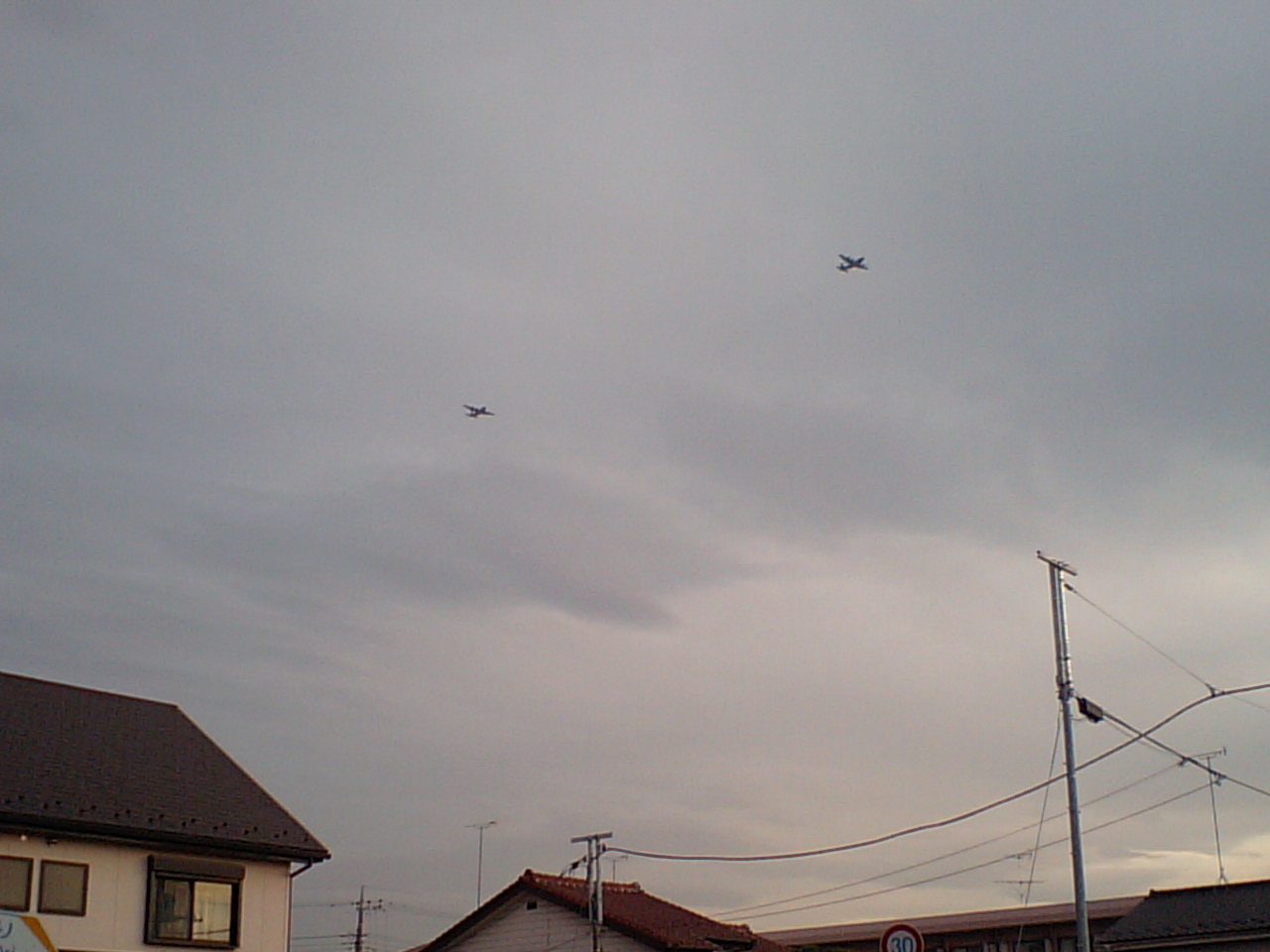
市の上空を飛ぶ、アメリカ空軍機

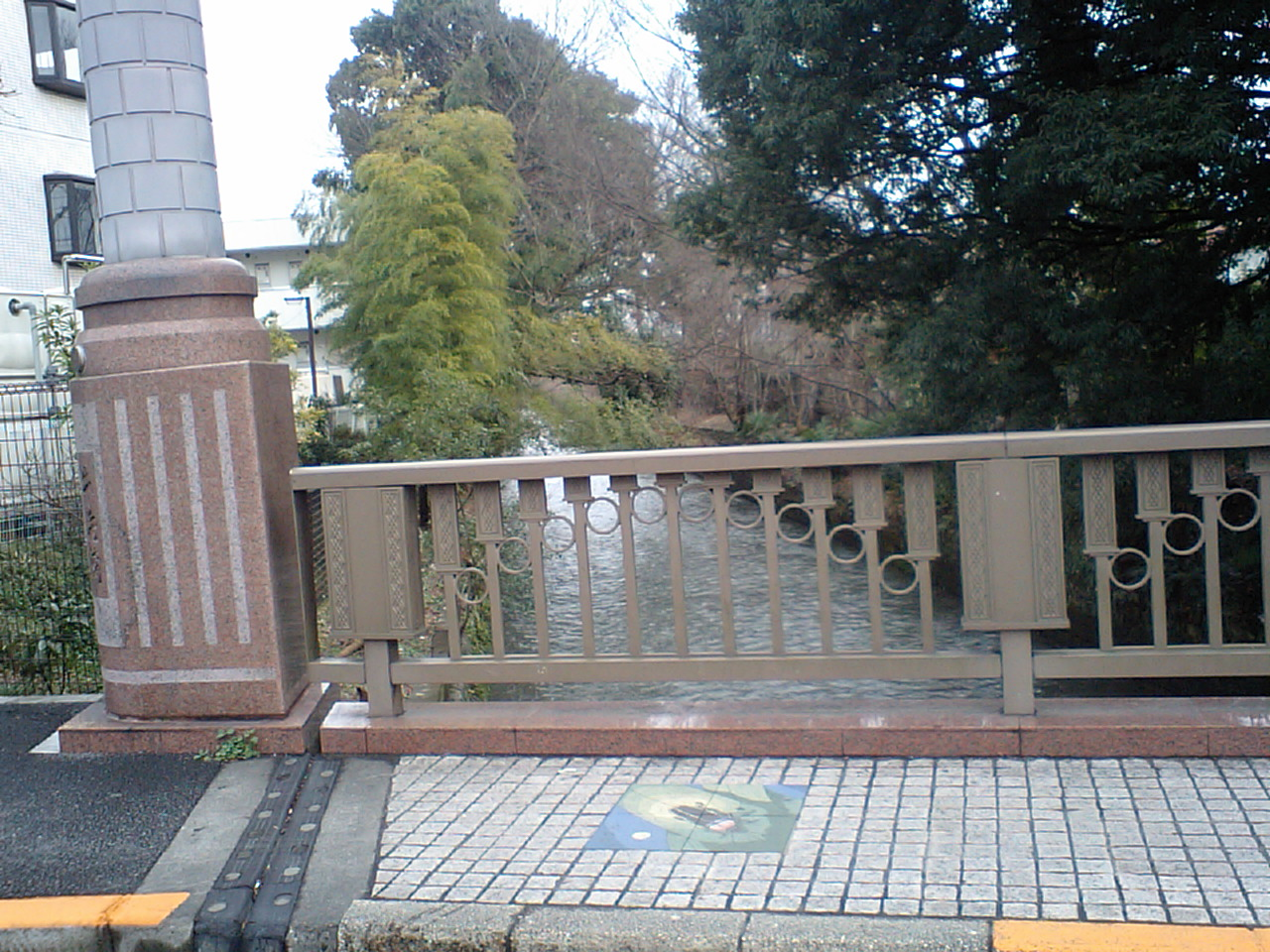
五日市街道、牛浜橋から見た玉川上水。歩道の蛍のタイルは、かつてここに蛍が生息していたことを示す。今は500メートルほど下流の崖下（玉川上水は人工河川なので高いところを流れている）にあるほたる公園で養殖し、ほたる祭で放たれる。

福生市（ふっさし）は、東京都の多摩地域西部に位置する市。
人口は約5万人。都心からは約40kmの位置にあり、東西は約3.6 km、南北が約4.5kmである。1970年（昭和45年）市制施行。

## 概要
行政面積は10.16 km2である。しかし、在日アメリカ空軍横田基地が市域東側の平坦部、約3分の1を占めており、行政面積からこれを除くと約6.84 km2 である。これは多摩地域において狛江市に次いで小さく、全国の市でも3番目に小さい（2016年10月1日現在）。
人口は1991年（平成3年）11月に6万人を突破した後、2001年（平成13年）12月をピークに微減傾向が続いている。
また 65歳以上人口比率は22.37％と多摩26市中14位である一方、14歳以下人口比率は10.98％と最下位（最低）である。
外国人比率は4.35%で1位（2位の羽村市の2倍以上）、横田基地を除いた実質的な人口密度は1km2あたり8,575人で13位である（2014年4月1日現在）。
市名の由来には諸説あり、麻の古語、フサに由来するという説、北方から来る敵を防ぐ要衝であった所から来ているとする説、アイヌ語由来説など、多数ある。「ふっちゃ」とも「ふっつぁ」とも発音されることがあったようだが、いずれにしても音が先行し、あとから「福」「生」という縁起の良い字が当てられたようである。

## 地理
市域は武蔵野台地の西端、多摩川中上流左岸にあり、多摩川の流れに沿って北から南にかけてゆるやかに傾斜し、東から、立川段丘、拝島段丘、沖積低地面の、ひな壇状の三段から構成され、各段丘下には崖線が走っている。
拝島段丘北部から立川段丘南部にかけて、羽村市の取水堰から引き入れられた玉川上水が通じ、また拝島崖線のハケ下には湧水がみられ、緑のベルトを形成している。
標高は、市役所や、市のほぼ中心点にあたる福生野球場付近が海抜124m前後で、北東側の最高点は143.5m、南西側の地表最低点は104mである（河川部分は除く）。
- 段丘
  - 立川段丘、拝島段丘
- 崖線
  - 立川崖線、拝島崖線
- 自然河川
  - 多摩川、下の川（暗渠 - 一部、開渠）
- 人工河川
  - 玉川上水、福生分水（田村分水）、熊川分水、下の川せせらぎ

### 隣接している自治体
- 東 - 立川市、武蔵村山市
  - 武蔵村山市とは横田基地の敷地内で隣接しているため、横田基地の関係者以外は直接行き来できない。羽村市と瑞穂町または立川市を経由して行くことになる。
- 西 - あきる野市
- 南 - 昭島市、八王子市
  - 八王子市とは福生南公園の南端部で僅かに隣接している。
- 北 - 羽村市、瑞穂町
  - 瑞穂町とは横田基地の敷地内で隣接しているが直接行き来できず、羽村市または遠回りであるが立川市・武蔵村山市を経由して行くことになる。

## 歴史
近世期頃までにほぼ現在の市域と重なる2村が成立した。福生村と熊川村である。初期には、他の多摩川流域の村々と同じく都筑郡古佐（ふっさ）村などと記された文書もあるが、都筑郡に属していたことを確実に示すには至っていない。
江戸時代初期には両村とも旗本領と幕領の混在する相給地であったが、享保期には福生村がすべて幕領となったのに対し、熊川村は幕末に至るまで、旗本田沢氏領・長塩氏領と、幕領の相給地であった。近世後期になると農業生産高の増大に伴い、酒造などの農間余業が営まれるようになる。福生村名主の田村家による酒造業は代々引き継がれ、現在も「嘉泉」の銘柄で知られる。
また、幕末・明治初期には熊川分水の引き入れにより、熊川村名主石川家でも酒造が行われるようになった（こちらも「多満自慢」の銘柄で現在も知られる）。幕末期、文政の改革により寄場組合が結成されると、田村家当主の十兵衛は拝島村組合（26村）の惣代を務めた。

### 年表（明治以降）
- 1868年（明治元年）6月 - 「福生村」全村が韮山県、「熊川村」の一部が同県、一部が品川県となる。
- 1869年（明治2年）4月 - 熊川村が全村、品川県となる。
- 1873年（明治6年） - 森田浪吉が、森田製糸所を熊川村で創業する（現東京都では初めての製糸所）。
- 1875年（明治8年）6月 - 熊川村、福生村、川崎村（現羽村市）、羽村（同）、五ノ神村（同）が合併して、「多摩村」となる。
- 1878年（明治11年）7月 - 郡区町村編制法が制定、11月に西多摩郡の管轄になる。
- 1879年（明治12年）2月 - 田村半十郎、神奈川県議会議員に当選。村議会開設。
- 1884年（明治17年）7月 - 「川崎村外四ヶ村」の連合村となる。8月 - 「西多摩困民党」の動きが周辺各村で起こる。
- 1887年（明治20年） - 石川弥八郎（千代蔵）、ビールの製造に着手。
- 1888年（明治21年）7月 - 現福生市域と、現羽村市域の対立が激しく、同連合村解体。
- 1889年（明治22年）4月 - 「福生村熊川村組合」が発足。
- 1893年（明治26年）4月 - 東京府神奈川県境域変更法により、福生、熊川ともに、東京府に移管。
- 1894年（明治27年）11月 - 青梅鉄道、青梅 - 立川間開通。福生駅、拝島駅開設。
- 1909年（明治42年）3月 - 福生小学校、現在地（福生第一小学校）にできる。
- 1915年（大正4年） - 福生村の一部に電灯がつく。
- 1922年（大正11年）3月 - 福生村、熊川村の人口が、合わせて5,000人を超える。
- 1923年（大正12年）4月 - 郡制廃止により、三多摩の各郡役所廃止。青梅鉄道、電化。
- 1925年（大正14年）4月 - 五日市鉄道開通。
- 1928年（昭和3年）6月 - 3代続いた森田製糸所、終焉（「多摩製糸」と改称）。
- 1929年（昭和4年）11月 - 片倉製糸、多摩製糸を買収。
- 1931年（昭和6年）5月- 五日市線熊川駅開設。12月 - 八高線開通で、東福生駅開設。
- 1932年（昭和7年）11月 - 福生村で税金滞納をめぐって村役場と村民対立。
- 1936年（昭和11年） - 陸軍航空立川支廠（熊川倉庫）できる。
- 1940年（昭和15年）4月 - 多摩飛行場（福生飛行場）できる。8月 - 福生村に憲兵分遺隊新設。11月10日 - 福生村、熊川村が合併し、町制を施行。「東京府西多摩郡福生町」となる。
- 1942年（昭和17年）10月 - 陸軍航空審査部が新設される。
- 1943年（昭和18年）7月 - 都制が施行され、「東京都西多摩郡福生町」となる。8月 - 片倉製糸、多摩航機製作所と改称し軍需産業に転換。
- 1944年（昭和19年）3月 - 人口、1万人を超える。7月 - 牛浜駅、開設。
- 1945年（昭和20年）- B29の爆撃により、4月と8月に熊川で死者4名発生。8月15日 - 日本がポツダム宣言を受諾し、太平洋戦争終結。9月 - 米軍第1騎兵師団、福生飛行場（横田基地に改称）に進駐。
- 1946年（昭和21年） - 多摩航機製作所、自転車の生産開始（後に片倉自転車に改称）。
- 1947年（昭和22年）4月 - 初の公選で、岸徳次町長誕生。11月 -福生第一小学校で学校給食開始。
- 1948年（昭和23年）1月 - 町自治体警察署設置。
- 1950年（昭和25年）10月 - 国勢調査戸数2920戸、人口14,669人。
- 1951年（昭和26年）7月 - 第1回福生七夕まつり開催。12月 - 福生駅東口、開設。
- 1954年（昭和29年）8月 - 簡易水道各戸給水開始。
- 1958年（昭和33年）9月 - 福生郵便局新局舎完成（現在地）。福生電報電話局開設（福生郵便局より分離）。
- 1961年（昭和36年）3月 - 青梅線、拝島 - 福生間複線化。牛浜駅、青梅線最初の橋上駅舎となる。
- 1963年（昭和38年）10月 - 熊川団地、入居開始。
- 1967年（昭和42年）2月 - 加美平団地、入居開始。
- 1968年（昭和43年）5月 - 西武拝島線（玉川上水 - 拝島間）開通。
- 1969年（昭和44年）3月 - 福生地区消防組合（福生、羽村、瑞穂）設立（1973年、東京消防庁への消防事務委託により廃止）。
- 1970年（昭和45年）7月1日 - 3万人市制特例法により、人口38,749人、世帯11,631戸をもって市制を施行し、「東京都福生市」となる。
- 1974年（昭和49年）4月 - 福生団地、入居開始。
- 1978年（昭和53年）6月 - 市内一部地域で下水道使用開始。
- 1983年（昭和58年）9月 - 市の人口、5万人を突破。
- 1986年（昭和61年）10月 - 公共下水道（汚水）完成。11月 - 福生駅橋上駅舎、自由通路完成。
- 1987年（昭和62年）5月15日 - 防災行政無線が開局される。
- 1989年（平成元年） - 片倉自転車、八王子に移転（後に合併、廃業）。
- 1991年（平成3年）11月 - 市の人口、6万人を突破。
- 2004年（平成16年）4月 - 福生第一中学校でランチルームを設置しカフェテリア方式による給食を開始。（2006年までに全中学校で実施）
- 2007年（平成19年）3月 - 東福生駅の橋上駅舎と階段に屋根が設置される。
- 2008年（平成20年）3月 - 2棟のビルとそれを結ぶフォーラム、その上の丘の広場からなる、延べ床面積10,228.77m2の市役所改築工事完成（設計、山本理顕設計工場）。
- 2010年（平成22年）3月 - 昭島市側の工事が終わり、拝島駅の橋上駅舎化がすべて完成する。
- 2011年（平成23年）1月 - 市の人口、6万人を割る[7]。
- 2013年（平成25年）4月 - 牛浜駅橋上駅舎建て替え工事が竣工する。
- 2017年（平成29年）9月 - 防災食育センター開設。中学校でも小学校と同様の学校給食を開始。避難所・備蓄・応急給食といった防災機能も併せ持つ[8]。

※参考資料 - 1997年、福生市教育委員会、同郷土資料室編集発行、「写真でたどる福生の百年」。1994年、福生市史編さん委員会編、福生市発行、「福生市史、上・下巻」。多摩川流域リバーミュージアム。他。

## 人口
| |                                        |  |
| 福生市と全国の年齢別人口分布（2005年） | 福生市の年齢・男女別人口分布（2005年） |  |
| ■紫色 ― 福生市 ■緑色 ― 日本全国 | ■青色 ― 男性 ■赤色 ― 女性              |  |
| 福生市（に相当する地域）の人口の推移 \| 1970年（昭和45年） \| 37,938人 \| \| \| 1975年（昭和50年） \| 46,457人 \| \| \| 1980年（昭和55年） \| 48,694人 \| \| \| 1985年（昭和60年） \| 51,478人 \| \| \| 1990年（平成2年） \| 58,062人 \| \| \| 1995年（平成7年） \| 61,497人 \| \| \| 2000年（平成12年） \| 61,427人 \| \| \| 2005年（平成17年） \| 61,074人 \| \| \| 2010年（平成22年） \| 59,796人 \| \| \| 2015年（平成27年） \| 58,395人 \| \| \| 2020年（令和2年） \| 56,414人 \| \| |                                        |  |
| 総務省統計局 国勢調査より |                                        |  |
| 1970年（昭和45年） | 37,938人                               |  |
| 1975年（昭和50年） | 46,457人                               |  |
| 1980年（昭和55年） | 48,694人                               |  |
| 1985年（昭和60年） | 51,478人                               |  |
| 1990年（平成2年） | 58,062人                               |  |
| 1995年（平成7年） | 61,497人                               |  |
| 2000年（平成12年） | 61,427人                               |  |
| 2005年（平成17年） | 61,074人                               |  |
| 2010年（平成22年） | 59,796人                               |  |
| 2015年（平成27年） | 58,395人                               |  |
| 2020年（令和2年） | 56,414人                               |  |

人口は隣の羽村市に次ぎ東京都の市で2番目に少なく、同じ5万人台である。

### 町別面積・人口

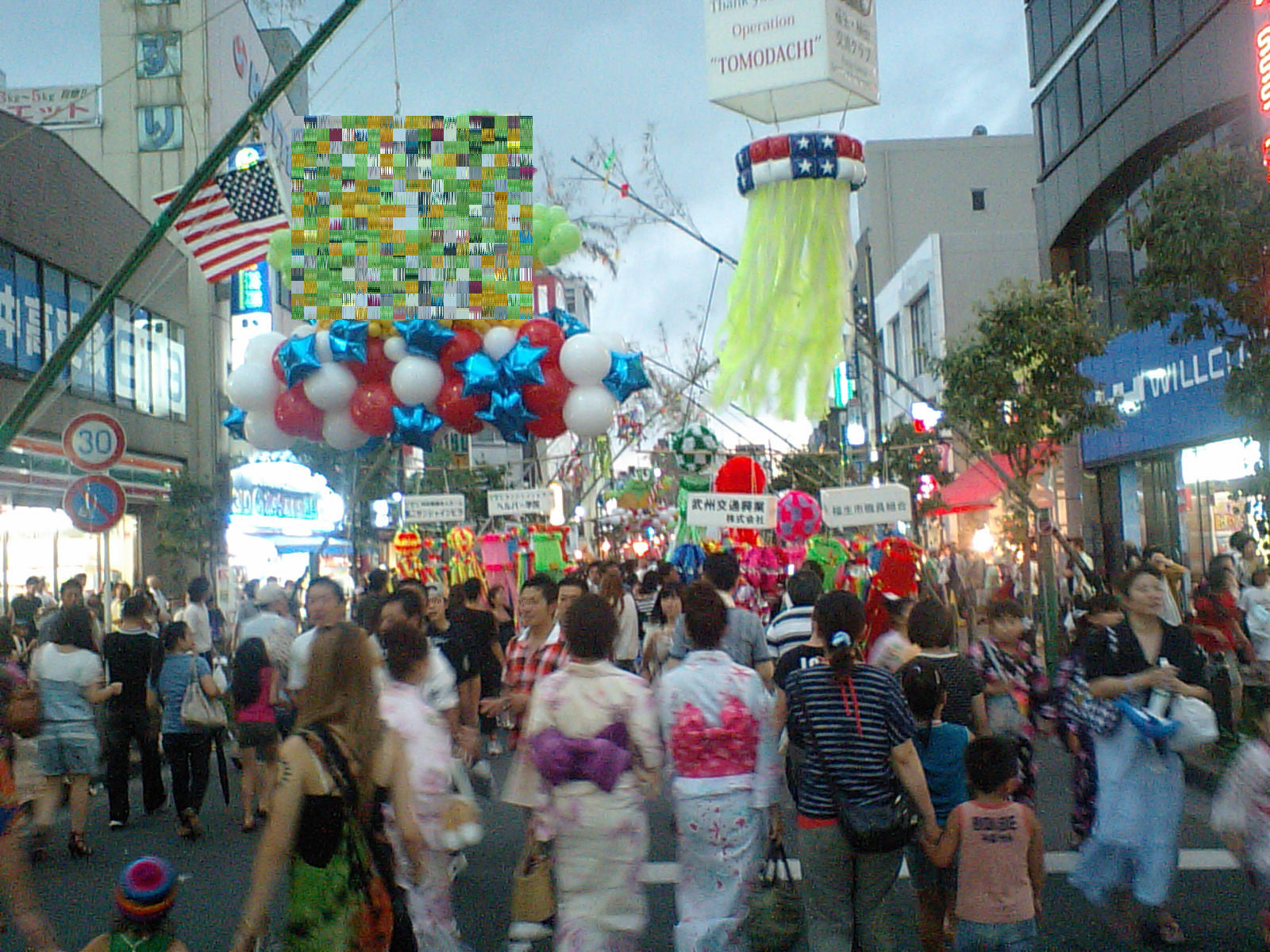
福生七夕まつり（著作権の関係上、一部画像処理）

福生市下水マンホール装飾蓋

2015年1月1日現在。面積は大字福生と大字熊川のうち、横田基地分を除く。
| 町名             | 面積（km2） | 人口（人） | 世帯数（世帯） |
| ---------------- | ----------- | ---------- | -------------- |
| 大字熊川         | 2.57        | 18,422     | 9,084          |
| 大字熊川二宮     | 0.01        | 9          | 5              |
| 大字福生         | 1.80        | 13,404     | 6,841          |
| 大字福生二宮     | 0.02        | 211        | 116            |
| 加美平1 - 4丁目  | 0.61        | 6,292      | 3,165          |
| 武蔵野台1、2丁目 | 0.49        | 6,264      | 3,015          |
| 南田園1 - 3丁目  | 0.41        | 4,645      | 2,308          |
| 北田園1、2丁目   | 0.32        | 2,282      | 1,121          |
| 志茂             | 0.28        | 3,007      | 1,501          |
| 牛浜             | 0.23        | 2,024      | 1,050          |
| 本町             | 0.16        | 1,573      | 923            |
| 東町             | 0.05        | 357        | 175            |
| 横田基地内       |             | 63         | 30             |

住民基本台帳

## 地域

### 町名
福生市では、住居表示に関する法律に基づく住居表示は実施されていないが、土地区画整理事業施行区域等においては、町名と地番を整理する方法（町名地番整理）により、住所整理が実施されている。
| 町名           | 町名の読み       | 町区域設定年月日 | 住居表示実施年月日 | 住居表示実施前の町名等 | 備考 |
| -------------- | ---------------- | ---------------- | ------------------ | ---------------------- | ---- |
| 大字熊川       | くまがわ         | 1940年11月10日   | 未実施             |                        |      |
| 大字熊川二宮   | くまがわにのみや | 1984年8月31日    | 未実施             |                        |      |
| 大字福生       | ふっさ           | 1940年11月10日   | 未実施             |                        |      |
| 大字福生二宮   | ふっさにのみや   | 1984年8月31日    | 未実施             |                        |      |
| 牛浜           | うしはま         | 1949年6月11日    | 未実施             |                        |      |
| 志茂           | しも             | 1949年6月11日    | 未実施             |                        |      |
| 本町           | ほんちょう       | 1949年6月11日    | 未実施             |                        |      |
| 北田園一丁目   | きたでんえん     | 1975年7月29日    | 未実施             |                        |      |
| 北田園一丁目   | きたでんえん     | 2004年4月1日     | 未実施             |                        |      |
| 北田園二丁目   | きたでんえん     | 1975年7月29日    | 未実施             |                        |      |
| 南田園一丁目   | みなみでんえん   | 1975年7月29日    | 未実施             |                        |      |
| 南田園二丁目   | みなみでんえん   | 1975年7月29日    | 未実施             |                        |      |
| 南田園三丁目   | みなみでんえん   | 1975年7月29日    | 未実施             |                        |      |
| 南田園三丁目   | みなみでんえん   | 2004年4月1日     | 未実施             |                        |      |
| 武蔵野台一丁目 | むさしのだい     | 1970年7月1日     | 未実施             |                        |      |
| 武蔵野台二丁目 | むさしのだい     | 1970年7月1日     | 未実施             |                        |      |
| 加美平一丁目   | かみだいら       | 1979年2月1日     | 未実施             |                        |      |
| 加美平二丁目   | かみだいら       | 1979年2月1日     | 未実施             |                        |      |
| 加美平三丁目   | かみだいら       | 1979年2月1日     | 未実施             |                        |      |
| 加美平四丁目   | かみだいら       | 1979年2月1日     | 未実施             |                        |      |
| 東町           | ひがしちょう     | 1984年3月1日     | 未実施             |                        |      |
| 横田基地内     | よこたきちない   |                  | 未実施             |                        |      |

1. 1 2 3  土地区画整理事業に伴って新たに地番が振られたが、ブロック地番方式が採用されていないため、同一街区内であっても親地番が異なる。
2. 1 2 3 4 5  多摩河原土地区画整理事業換地処分公告があった日（1975年7月28日）の翌日。
3. 1 2 3 4 5 6 7 8 9 10 11 12 13 14  町名地番整理実施区域
4. 1 2  田園西土地区画整理事業換地処分公告があった日（2004年3月31日）の翌日。
5. 1 2  武蔵野台土地区画整理事業換地処分公告があった日（1970年6月30日）の翌日。
6. 1 2 3 4  加美平土地区画整理事業換地処分公告があった日（1979年1月31日）の翌日。
7. ↑  福生駅東口土地区画整理事業換地処分公告があった日（1984年2月29日）の翌日。

### 境界変更
- 1951年（昭和26年）4月1日 - 北多摩郡拝島村（現・昭島市）と境界変更。
- 1963年（昭和38年）1月1日 - 北多摩郡砂川町（現・立川市）と境界変更。
- 1973年（昭和48年）4月1日 - 立川市と境界変更。
- 1980年（昭和55年）4月1日 - 西多摩郡羽村町（現・羽村市）と境界変更。
- 1989年（平成元年）5月20日 - 秋川市（現・あきる野市）と境界変更。
- 2015年（平成27年）12月1日 - 昭島市と境界変更（等積交換）[11]。

## 行政

### 市長
- 市長 - 加藤育男（5期目、任期満了日：2028年5月20日[12]）
  - 歴代市長
    - （初代 - 3代）石川常太郎（1970年7月1日 - 1980年5月20日）
    - （4代・5代）田村匡雄（1980年5月21日 - 1988年5月20日）
    - （6代 - 8代）石川彌八郎（1988年5月21日 - 2000年5月20日）
    - （9代・10代）野澤久人（2000年5月21日 - 2008年5月20日）
    - （11代 - 15代）加藤育男（2008年5月21日 - ）
- 副市長 - 福島秀男（3期目、任期満了日：2026年8月26日[13])
- 市制施行日 - 1970年（昭和45年）7月1日[14]
- 市職員数 - 395人（2023年4月1日現在）[15]
- 予算規模（2024年度） - 355億4,000万円（一般会計）、137億3,326万7千円（特別会計）[16]
- 市役所開庁時間（祝日、年末年始を除く）[17]　
  - 月・火・木・金曜日 : 8:30 - 17:15（12:00 - 13:00は一部の窓口）
  - 水曜日 : 8:30 - 20:00（12:00 - 13:00及び17:15以降は一部の窓口）
  - 土曜日 : 8:30 - 12:00及び13:00 - 17:15（一部の窓口）

### 自治体交流
「新都市連絡協議会」職員交流研修
1970年当時、3万人市制への実現に向けて幹事役になった全国6市で、1980年に市制10周年を記念し「新市制実現都市連絡協議会」を結成。その後「災害時における相互応援協定」を結び、名称を「新都市連絡協議会」に変更。合併により脱退した3市を除いた、北海道登別市、滋賀県守山市、本市で、2010年度から職員交流をおこなっており、2014～2015年度は登別市から福生市へ、福生市から守山市へ、守山市から登別市へ、若手職員がそれぞれ1名2年間派遣されている。

### 広域行政
- 東京市町村総合事務組合
  - 東京都の全市町村（多摩地域および島嶼）で組織し、東京自治会館を運営。
- 東京たま広域資源循環組合
  - 多摩地域のあきる野市、西多摩郡奥多摩町、西多摩郡日の出町、西多摩郡檜原村を除く25市1町で、西多摩郡日の出町にある最終処分場の谷戸沢廃棄物広域処分場、二ツ塚廃棄物広域処分場、およびエコセメント（ごみ焼却灰を利用したセメント）事業などを運営。
- 西多摩地域広域行政圏協議会
  - かつて西多摩郡に属していた青梅市、福生市、あきる野市、羽村市を含め、西多摩郡奥多摩町、西多摩郡日の出町、西多摩郡瑞穂町、西多摩郡檜原村の4市3町1村で単独の自治体では処理が困難な行政課題に対応することを目的に組織し、図書館広域利用などを推進。このため圏内住民は、登録すれば西多摩37図書館のすべてで資料の貸し出しが受けられる。
- 西多摩衛生組合
  - 青梅市、福生市、羽村市、西多摩郡瑞穂町の3市1町で、羽村市にある清掃工場「環境センター」、および体育館併設の余熱利用浴場施設「フレッシュランド西多摩」を運営。
- 福生病院組合
  - 福生市、羽村市、西多摩郡瑞穂町の2市1町で、福生市内の公立福生病院を運営（2001年（平成13年）、東京都国民健康保険団体連合会から経営移管）。
- 瑞穂斎場組合
  - 福生市、羽村市、武蔵村山市、西多摩郡瑞穂町、埼玉県入間市の4市1町で、西多摩郡瑞穂町内に瑞穂斎場を運営。

## 議会

### 福生市議会
- 議長 - 佐藤弘治（2025年5月15日選出）[18]
- 副議長 - 三原智子（2025年5月15日選出）[18]
- 定数 - 19人（任期満了日 : 2027年4月30日）[19]（次の一般選挙から18人[20]）

| 会派名                                       | 議席 | 議員名（◎は代表者）                                                            |
| -------------------------------------------- | ---- | ------------------------------------------------------------------------------ |
| 正和会                                       | 8    | ◎小林 貢、山崎貴裕、森田哲哉、清水義朋、武藤政義、佐藤弘治、小澤芳輝、仲間正司 |
| 公明党                                       | 4    | ◎堀 雄一朗、原田 剛、青木 健、川﨑善友                                         |
| 日本共産党                                   | 2    | ◎市毛雅大、伊藤広美                                                            |
| 生活者ネットワーク                           | 1    | 三原智子                                                                       |
| 立憲民主党                                   | 1    | 市川佳樹                                                                       |
| 日本維新の会                                 | 1    | 西尾壽々斗                                                                     |
| スポーツ・文化を通じて人づくりと街づくりの会 | 1    | 幡垣正生                                                                       |
| 計                                           | 18   | 欠員 1                                                                         |

### 東京都議会
2021年東京都議会議員選挙
- 選挙区：西多摩選挙区（福生市、羽村市、あきる野市、瑞穂町、日の出町、檜原村、奥多摩町）
- 定数：2人
- 任期：2021年7月23日 - 2025年7月22日
- 投票日：2021年7月4日
- 当日有権者数：205,078人
- 投票率：35.79％

| 候補者名 | 当落 | 年齢 | 党派名             | 新旧別 | 得票数   |
| -------- | ---- | ---- | ------------------ | ------ | -------- |
| 清水康子 | 当   | 54   | 都民ファーストの会 | 現     | 27,748票 |
| 田村利光 | 当   | 50   | 自由民主党         | 現     | 26,507票 |
| 宮崎太朗 | 落   | 41   | 立憲民主党         | 新     | 15,077票 |
| 高沢一成 | 落   | 47   | 無所属             | 新     | 2,126票  |
| 角田統領 | 落   | 72   | 諸派               | 新     | 555票    |

2017年東京都議会議員選挙
- 選挙区：西多摩選挙区
- 定数：2人
- 投票日：2017年7月2日
- 当日有権者数：209,019人
- 投票率：47.21％

| 候補者名 | 当落 | 年齢 | 党派名             | 新旧別 | 得票数   |
| -------- | ---- | ---- | ------------------ | ------ | -------- |
| 清水康子 | 当   | 50   | 都民ファーストの会 | 新     | 33,526票 |
| 田村利光 | 当   | 50   | 自由民主党         | 新     | 27,771票 |
| 島田幸成 | 落   | 49   | 無所属             | 現     | 23,468票 |
| 西村雅人 | 落   | 50   | 日本共産党         | 新     | 12,469票 |

### 衆議院
- 選挙区：東京25区（青梅市、昭島市、福生市、あきる野市、羽村市、西多摩郡）
- 任期：2021年10月31日 - 2025年10月30日
- 投票日：2021年10月31日
- 当日有権者数：413,266人
- 投票率：54.90％

| 当落 | 候補者名 | 年齢 | 所属党派   | 新旧別 | 得票数    | 重複 |
| ---- | -------- | ---- | ---------- | ------ | --------- | ---- |
| 当   | 井上信治 | 52   | 自由民主党 | 前     | 131,430票 | ○    |
|      | 島田幸成 | 53   | 立憲民主党 | 新     | 89,991票  | ○    |

## 警察・消防

### 警察

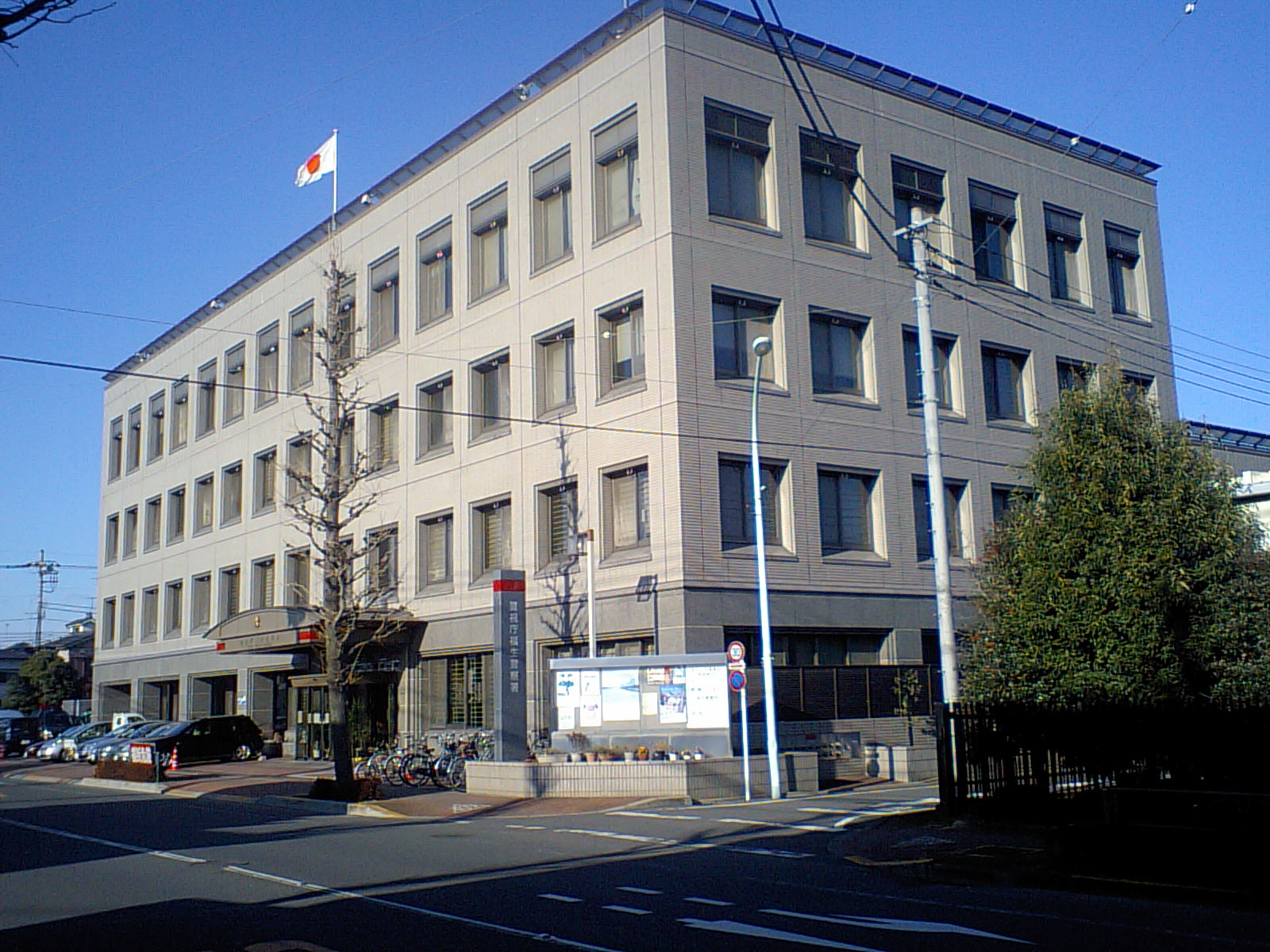
福生警察署

- 警視庁福生警察署（加美平3-25）
  - 福生駅前交番（大字福生773-12）
  - 横田交番（大字福生2212-8）
  - 内出交番（大字熊川277-2）
  - 上福生駐在所（大字福生1200-2）
  - 中福生駐在所（大字福生434-6）
  - 下福生駐在所（牛浜45）
  - 南田園駐在所（南田園2-8-23）

### 消防
- 東京消防庁福生消防署（大字福生1072）：ポンプ隊2、はしご隊1、化学機動中隊1、救急隊1
  - 熊川出張所（大字熊川1297）：ポンプ隊1、救急隊1

## 教育

### 小学校
- 福生市立福生第一小学校（大字福生1055）
- 福生市立福生第二小学校（大字熊川623）
- 福生市立福生第三小学校（牛浜162）
- 福生市立福生第四小学校（大字福生1290）
- 福生市立福生第五小学校（南田園1-2-2）
- 福生市立福生第六小学校（加美平1-9-1）
- 福生市立福生第七小学校（北田園1-1-1）

### 中学校
- 福生市立福生第一中学校（大字熊川845）
- 福生市立福生第二中学校（加美平1-22-1）
- 福生市立福生第三中学校（南田園3-1-1）

### 高等学校
- 東京都立福生高等学校（北田園2-11-3）
- 東京都立多摩工科高等学校（大字熊川215）

### 幼稚園
- 牛浜幼稚園（大字熊川960）
- 聖愛幼稚園（大字熊川490）
- 清岩院幼稚園（大字福生509）
- 福生多摩幼稚園（大字福生1276） - 2023年から休園中[22]

### アメリカ軍立（インターナショナルスクール）
DoDEA (横田基地内アメリカ軍立)
- 横田ミドルスクール[23]
- 横田ハイスクール

## 福祉・保健

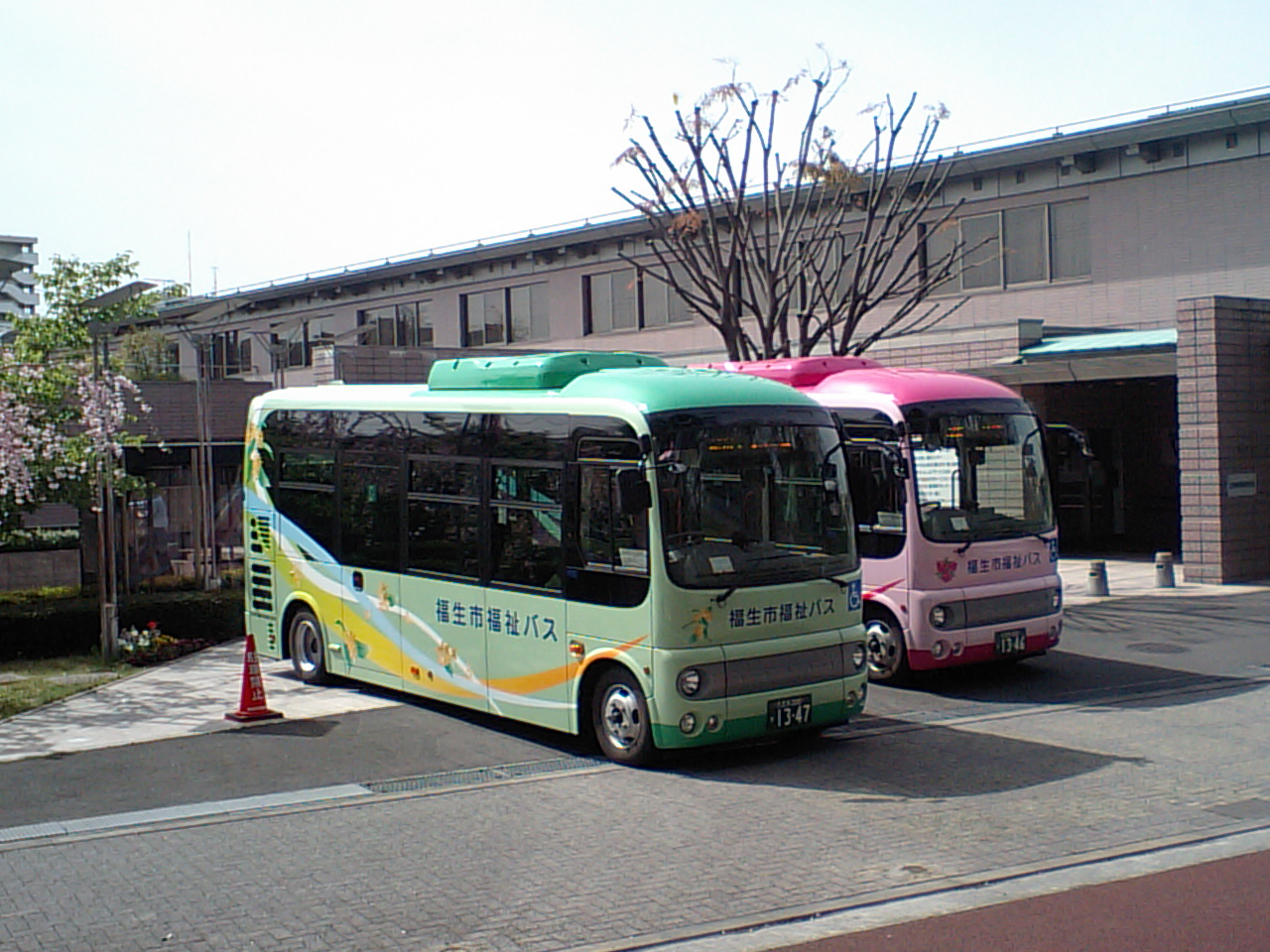
福祉バス（後述）と福祉センター

### 福祉
福祉センターは年末年始を除く毎日、昼夜開館。地域会館部分は月曜休館。
- 福祉センター（南田園2-13-1）
  - 福生市社会福祉協議会
  - ふっさボランティア・市民活動センター
- れんげ園（通所型心身障害者支援施設）（南田園3-6-1）

### 保健
保健センターの開館日・開館時間は市役所に同じ。休日診療所は、原則、昼休みを除く休日の昼間開館。
- 保健センター、休日診療所（大字福生2125-3）

### 保育園
認可保育園
- 私立福生保育園（大字福生1058-11）
- 私立熊川保育園（大字熊川597-1）
- 私立すみれ保育園（大字福生959-8）
- 私立わらべつくし保育園（南田園1-4-12）
- 私立東福保育園（大字福生209）
- 私立若葉保育園（大字熊川1430）
- 私立加美平保育園（加美平4-1）
- 私立福生杉ノ子保育園（志茂47-3）
- 私立杉ノ子第二保育園（南田園3-4-2）
- 私立杉ノ子第三保育園（大字熊川373-1）
- 私立弥生保育園（加美平3-37-13）
- 私立福生本町保育園（大字福生2143-11）
- 私立福生多摩幼稚園 乳幼児部ひよこ（小規模保育園）（本町22−3）
- 私立牛浜こども園（認定こども園）（牛浜121-4）

認可外保育園
- 私立ちゃいれっく福生駅前保育園（認証保育所）（東町4-8）
- 私立ありんこ保育園（認証保育所）（加美平1-17-7）

### 児童館、他
児童館 : 利用は18歳未満。毎月最終日曜日と年末年始は休館。土、日、祝日を除く平日は、中学生以下を除き夜間利用可。幼児は保護者同伴。
- 熊川児童館（大字熊川1143-1）
- 武蔵野台児童館（武蔵野台1-12-2）
- 田園児童館（南田園3-6-1）

子ども支援施設 : 祝日、年末年始を除く昼間開館。
- 子ども応援館（北田園2-5-7）
  - 子ども家庭支援センター
  - 学校適応支援室
  - 教育相談室

## 生涯学習

### 市立図書館

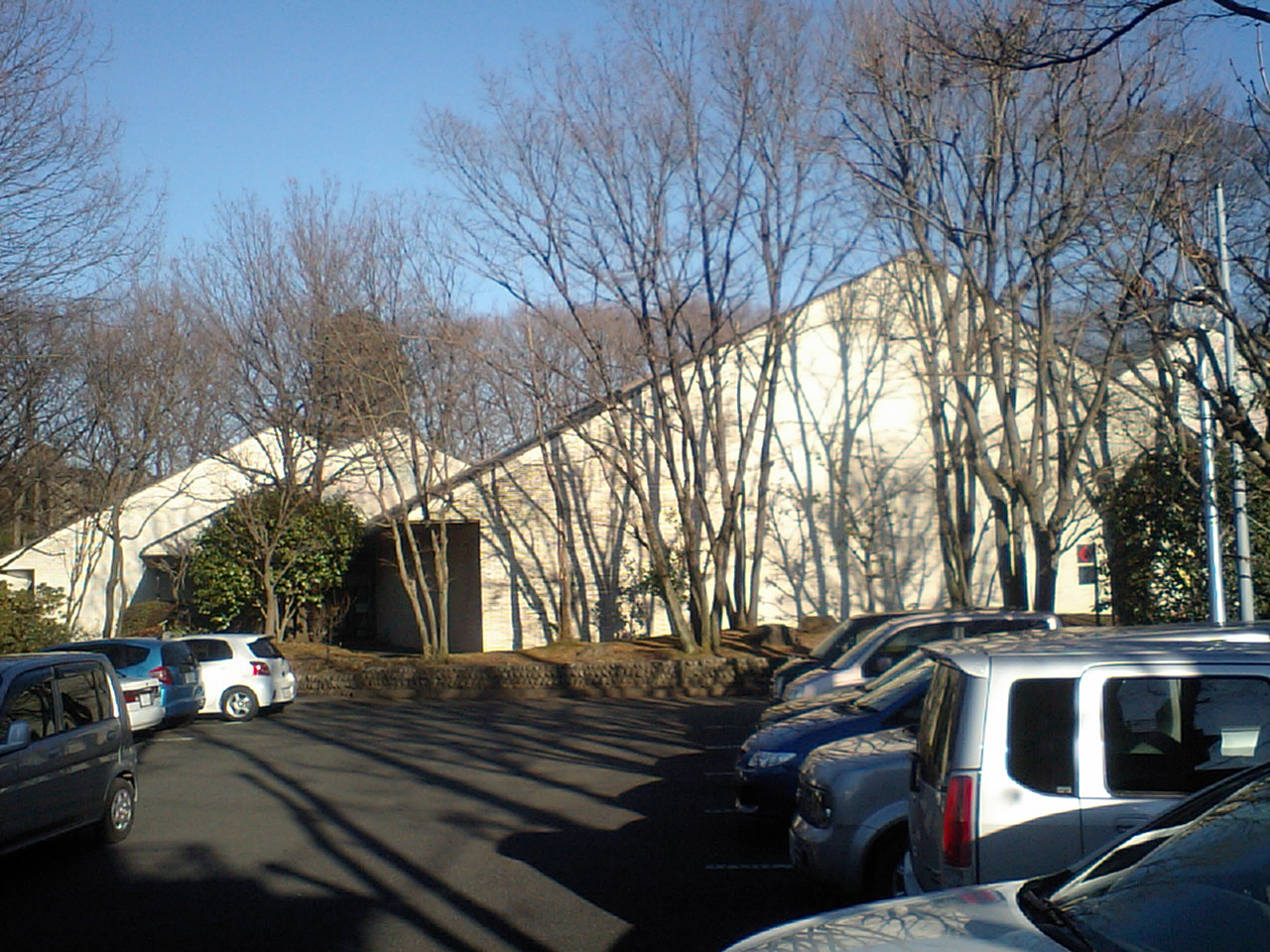
中央図書館・郷土資料室（背後は「文化の森」）

休館日は、毎週月曜（月曜が祝日法に定める休日の場合は月曜を開館し、翌平日が休館）、年末年始、特別整理期間、年度末整理日。
資料の貸出・予約・webサービス・学習室の利用には利用者カードが必要。同カードを作成できるのは、市内在住・通勤・通学者および西多摩地区（青梅市、羽村市、あきる野市、瑞穂町、日の出町、檜原村、奥多摩町）と昭島市在住者。
市民一人あたり蔵書数は6.9冊で、多摩地域26市中、最多。（2009年現在）。
共通の開館時間は10時 - 17時だが、一部で夜間開館（20時まで）を実施している。
- 中央図書館（大字熊川850-1）：蔵書-約22万8千冊・夜間開館=土・日・祝日以外の開館日
- 武蔵野台図書館（武蔵野台1-12-2）：蔵書-約9万6千冊・夜間開館=祝日を除く毎週木・金曜日の開館日
- わかぎり図書館（大字福生1280-1）：蔵書-約4万7千冊・夜間開館なし
- わかたけ図書館（大字熊川199-1）：蔵書-約4万4千冊・夜間開館なし

以上の詳細:

### 市民会館・公民館
休館日は、毎週月曜（月曜が祝日法に定める休日の場合は月曜を開館し、翌平日が休館）と年末年始。
開館時間は9時 - 22時（市民会館の受付時間は19時15分まで）。
- 市民会館（大字福生2455）
- 公民館
  - 本館（大字福生2455）
  - 公民館白梅分館（大字熊川559-1）
  - 公民館松林分館（武蔵野台1-15-1）

### 地域会館

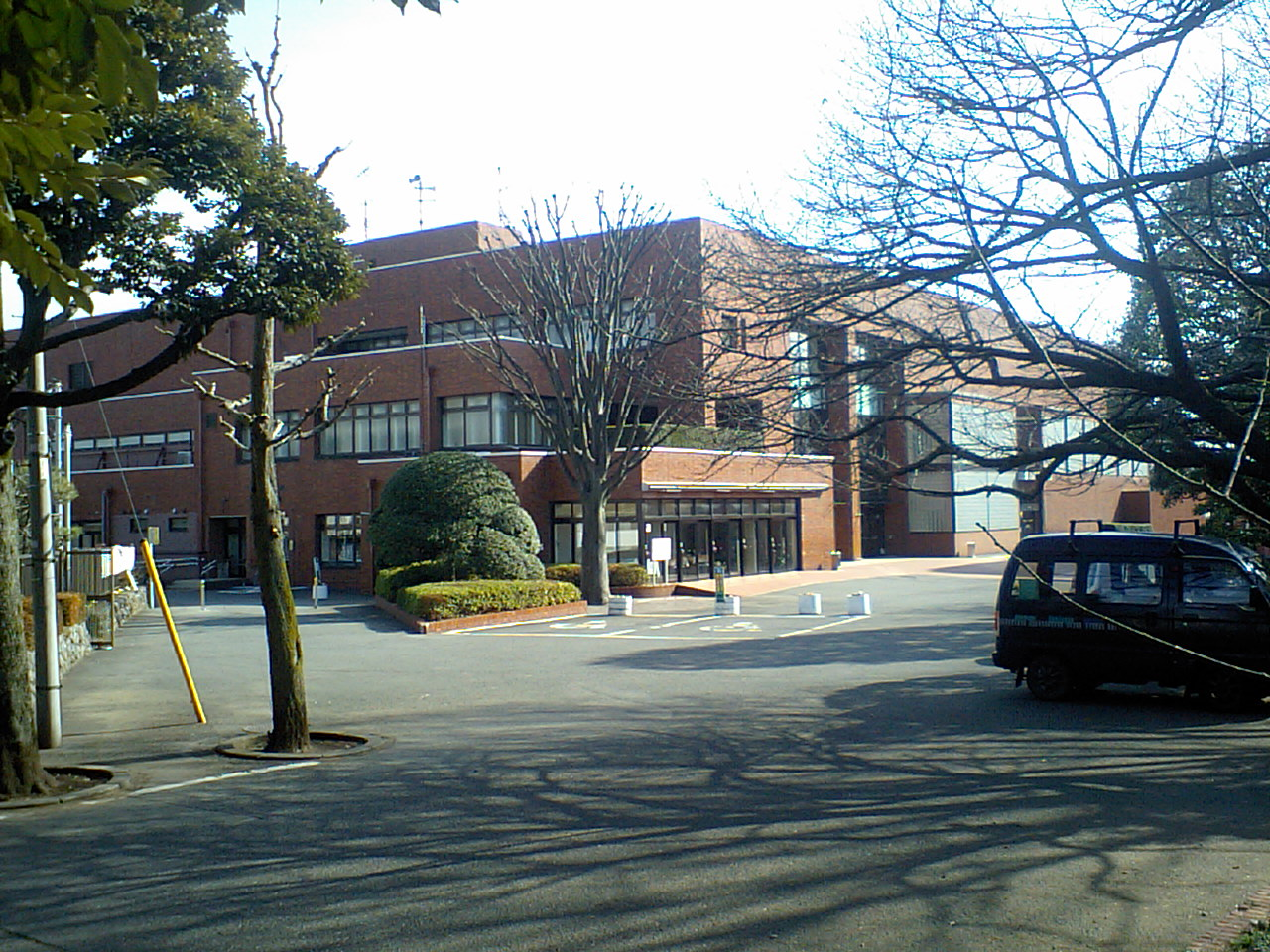
市民会館・公民館本館

開館日、開館時間は、市民会館・公民館と同じ
- 白梅会館（大字熊川559-1）
- 松林会館（武蔵野台1-15-1）
- さくら会館（牛浜163）
- わかぎり会館（大字福生1280-1）
- わかたけ会館（大字熊川199-1）
- 田園会館（南田園3-6-1）
- 扶桑会館（大字福生1069-1）
- かえで会館（加美平1-20-6）
- 福東会館（大字熊川1662-7）

### その他
郷土資料室の開館日は、中央図書館に同じで夜間開館はなし。他は施設によって異なる。
- 郷土資料室（大字熊川850-1）
  - 福生市郷土資料室
- 茶室「福庵」（大字熊川854-3）
- プチギャラリー、輝き市民サポートセンター（大字福生1014-10、福生駅構内）[26]
- 川の志民館（南田園3-64-2）

### スポーツ施設

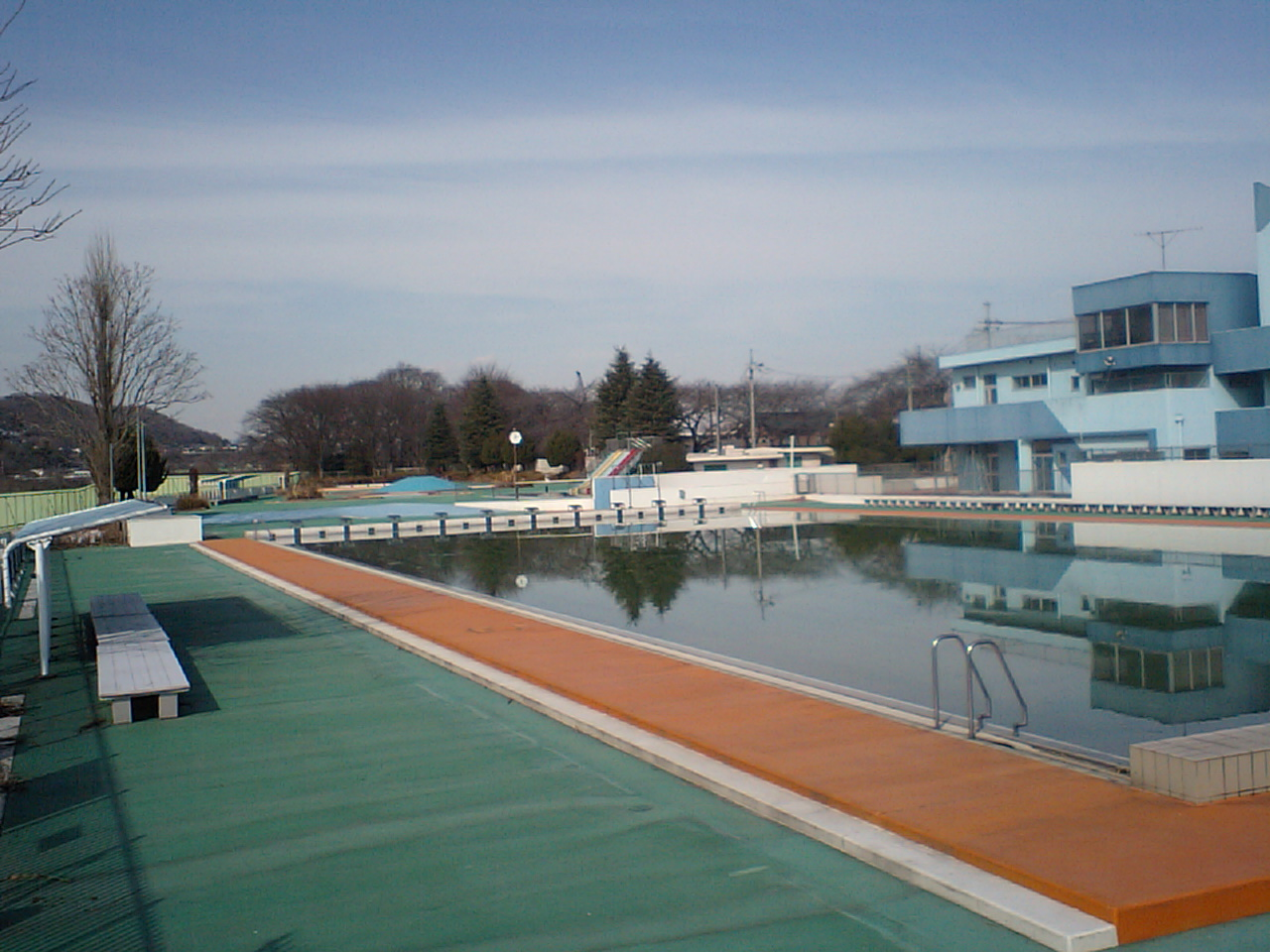
市営プール

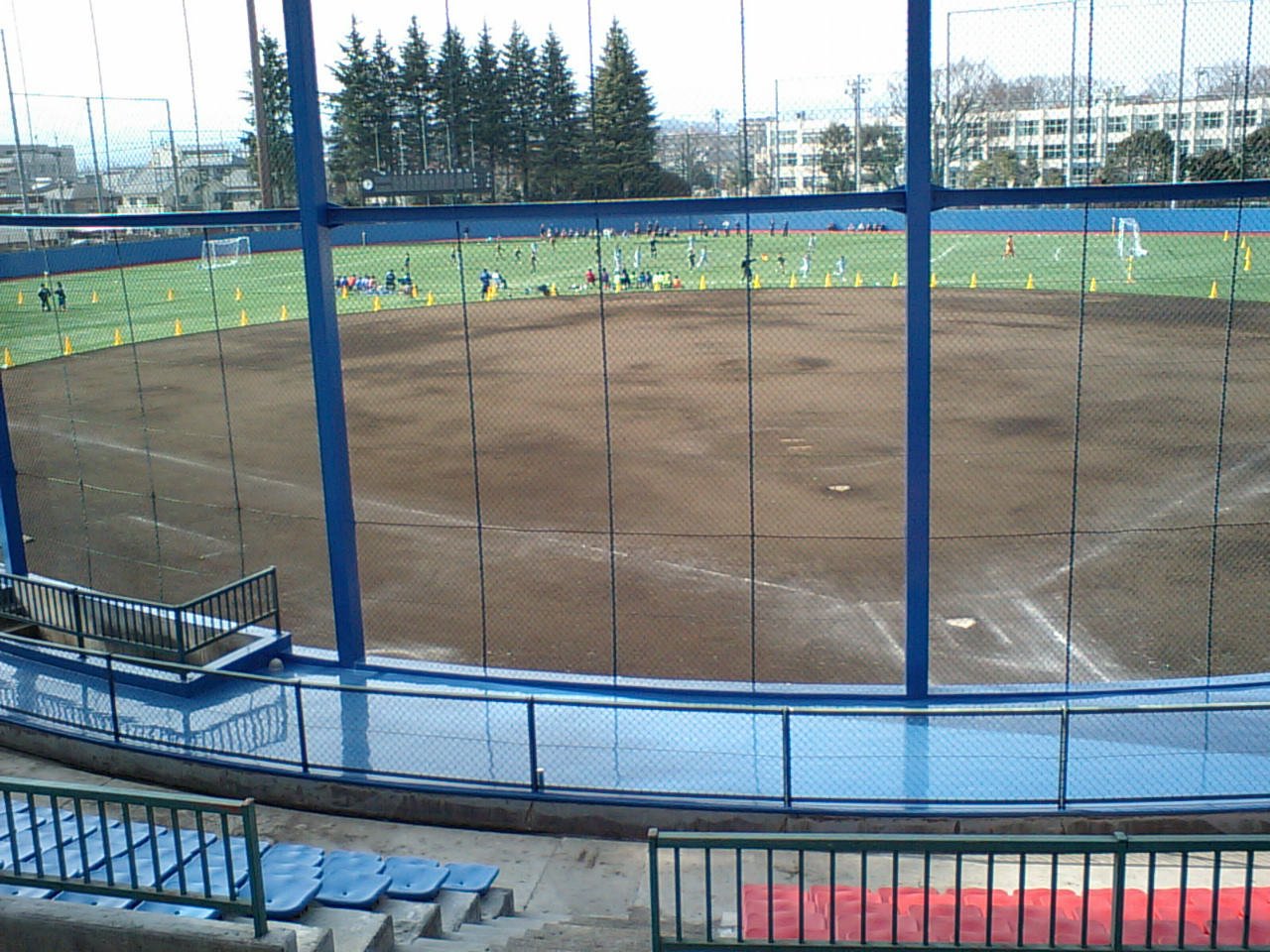
市営福生野球場

体育館・プール : 体育館の開館日、開館時間は、市民会館・公民館と同じ。市営プール（水泳利用）は夏季昼間のみ。
- 中央体育館（北田園2-9-1）
- 熊川地域体育館（大字熊川380-7）
- 福生地域体育館（武蔵野台1-8-7）
- 市営プール（北田園2-8-4）

その他、各種競技場 : 開場日は年末年始を除く毎日。開場時間は施設によって異なる。
- 市営競技場、同テニスコート（大字福生3232）
- 福生野球場（牛浜162）
- 加美平野球場（加美平1-21）
- 福東テニスコート、同球技場、同グランド（大字熊川1608）
- 南公園テニスコート、同グランド（南田園1-1-1）
- 武蔵野台テニスコート（武蔵野台1-30）
- 多摩川中央公園グランド（北田園1先）

## ごみ・資源処理

### 施設
- 資源・不燃系、選別・中間処理・リサイクル

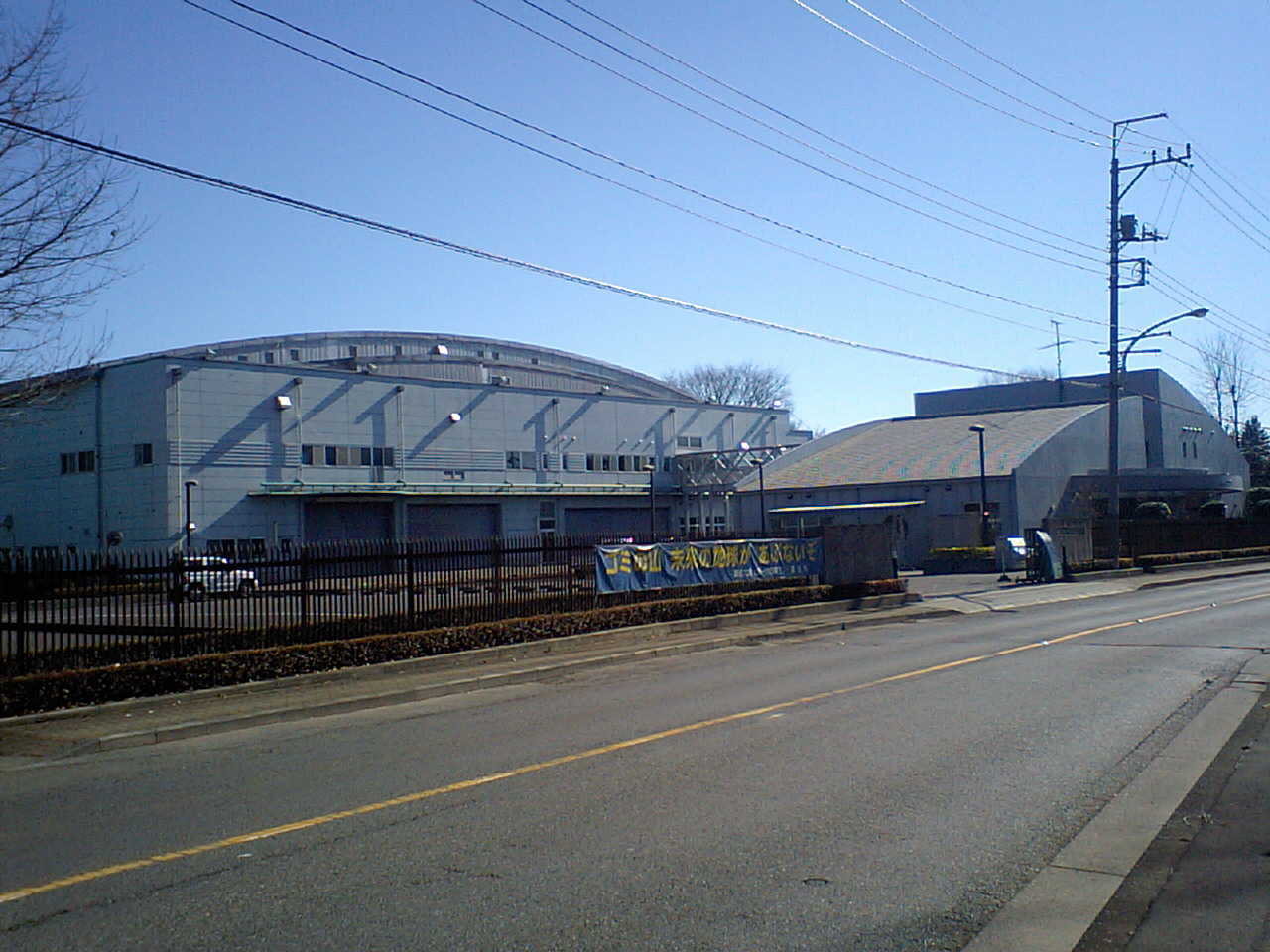
リサイクルセンター・リサイクルプラザ

  - リサイクルセンター（大字熊川1566-4）
  - 収集再処理業者の施設
- リサイクル品展示販売
  - リサイクルプラザ（大字熊川1566-4）
- 可燃系焼却
  - 西多摩衛生組合、環境センター（羽村市羽）
- エコセメント化、最終処分場
  - 東京たま広域資源循環組合、二ツ塚廃棄物広域処分場・エコセメント施設（西多摩郡日の出町）

## 主な公園
- 多摩川緑地多摩川中央公園（北田園1先）
- 多摩川緑地福生南公園（南田園1-1-1）

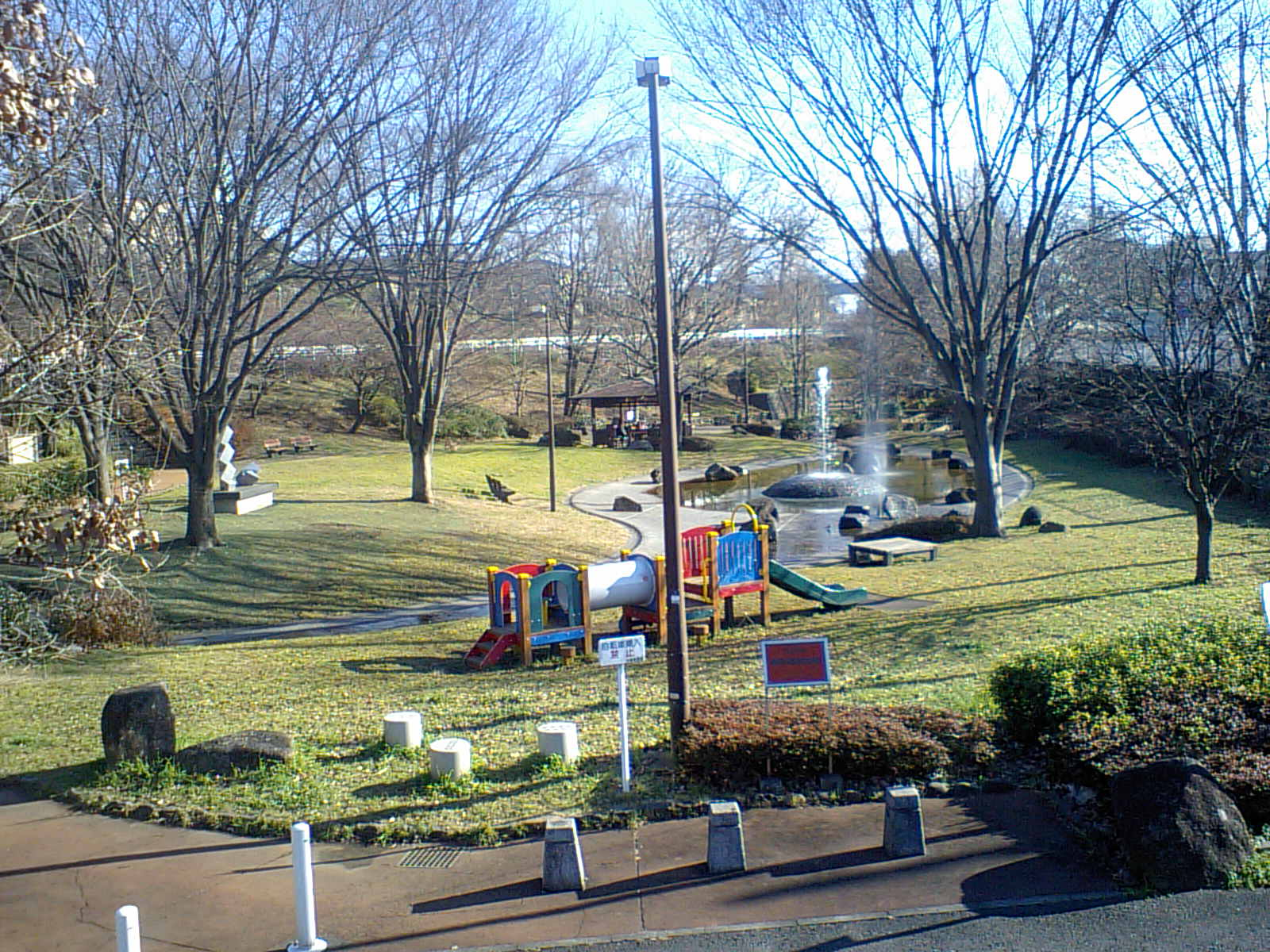
中福生公園

- 下の川緑地せせらぎ遊歩道公園（大字熊川2355-11）
- 多摩川緑地福生柳山公園（北田園2-8-2）
- 多摩川緑地福生かに坂公園（大字福生1185-15）
- 玉川上水緑地日光橋公園（大字熊川1386-1）
- 福生公園（牛浜163）
- 加美平公園（加美平1-21）
- 多摩川緑地福生加美上水公園（大字福生1763-5）
- 武蔵野台公園（武蔵野台1-30）
- 明神下公園（南田園1-12-1）
- みずくらいど公園（大字熊川1359-1）
- 熊川公園（大字熊川660）
- 中福生公園（大字福生443-1）
- わらつけ公園（大字福生2151-12）
- 武蔵野台東公園（武蔵野台1-14）
- 原ヶ谷戸児童公園（大字福生2250-11）
- 加美平北公園（加美平2-12）
- 熊牛公園（大字熊川929-5）
- もくせい公園（大字福生2148-1）
- 武蔵野台南公園（武蔵野台2-9）
- 睦公園（大字熊川422-1）
- ほたる公園（南田園3-9-1）
- 神明児童遊園（大字福生1081）
- 牛一公園（牛浜59-2）
- わかたけ公園（大字熊川188-5）
- 福栄ミレニアムパーク（大字熊川1143-1）
- 原ヶ谷戸どんぐり公園（大字福生196-7他）
- フレンドシップパーク（大字福生2351-11）
- 福東トモダチ公園（大字熊川1573-1）

## 市営駐車場・自転車駐車場
すべて有料で、福生駅東口地下自転車駐車場を除き、24時間利用できる。

### 駐車場
- 市営福生駅西口駐車場（立体）（本町92-1）

### 自転車駐車場
125cc以下（福生駅東口地下自転車駐車場は50cc以下）のバイクも駐車可能。
- 福生駅東口地下自転車駐車場（東町5-1、西友福生店part1地下1階）
- 福生駅西口自転車駐車場（大字福生997-20）
- 牛浜駅東口自転車駐車場（牛浜148-4）
- 牛浜駅西口自転車駐車場（牛浜58-1）
- 拝島駅北口自転車駐車場（立体）（大字熊川1398-1）
- 熊川駅東自転車駐車場 （大字熊川798-1）
- 東福生駅西口自転車駐車場（大字福生2153-3）
- 東福生駅東口自転車駐車場（定期使用のみ）（大字福生2051-1）

## その他・市関係施設
- 防災食育センター（大字熊川1606-1）（市内の小・中学校の学校給食のほか、避難所・備蓄・応急給食といった防災機能も併せ持つ[8]。）

## その他、官公庁

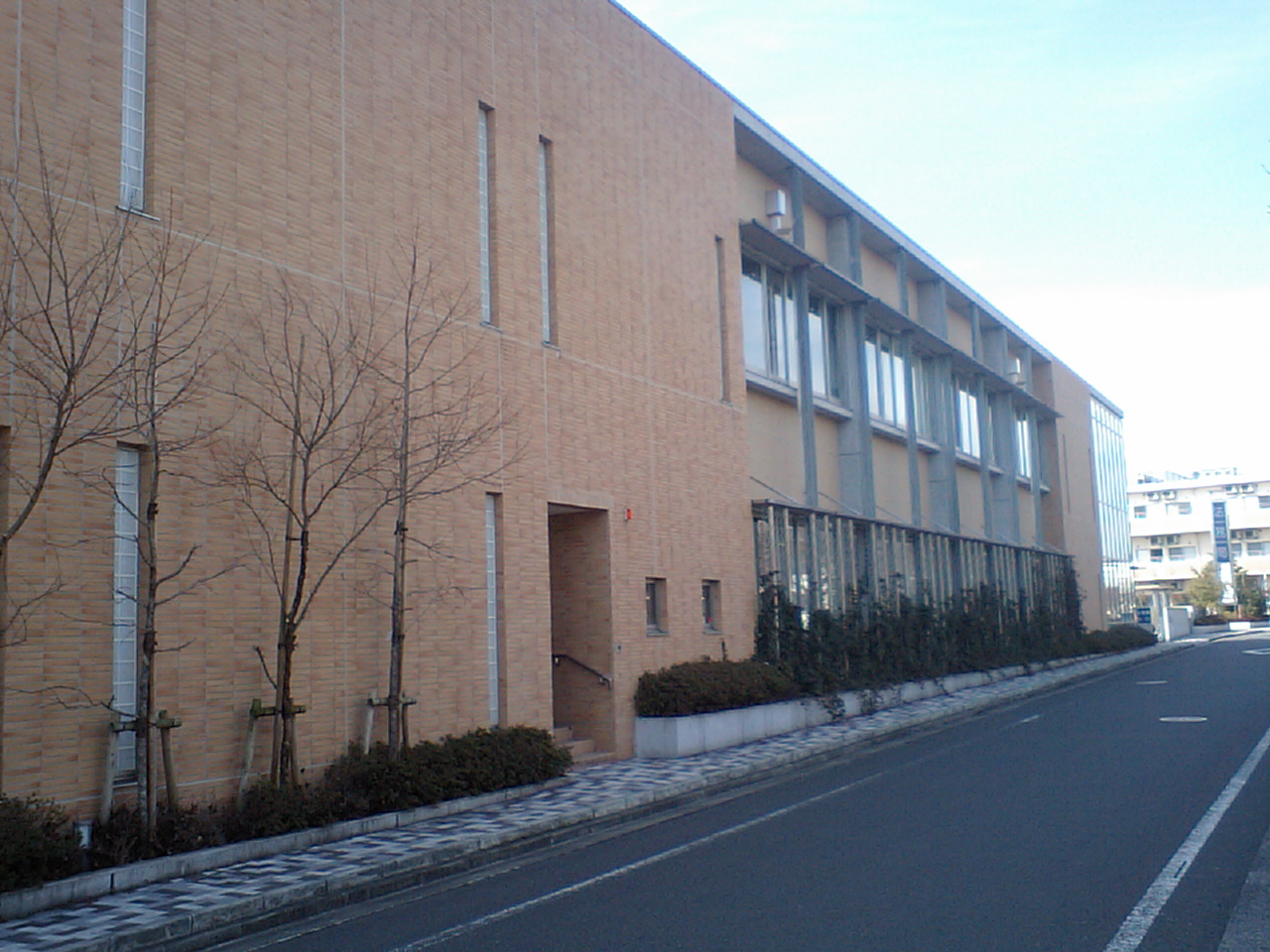
東京法務局西多摩支局

### 国の機関
- 法務省東京法務局西多摩支局（南田園3-61-3）
- 国土交通省関東地方整備局京浜河川事務所多摩川上流出張所（南田園3-64-2）
- 防衛省北関東防衛局横田防衛事務所（大字熊川864）
- 防衛省航空自衛隊横田基地（横田基地内）
  - 防衛省航空自衛隊航空総隊司令部

### 都の機関
- 東京都西多摩建設事務所福生工区（北田園2-7-2）
- 東京都水道局福生武蔵野台浄水所（武蔵野台2-32）

## 郵便・電話

### 郵便
以前は集配普通局の福生郵便局が市内全域および隣接する旧秋川市内を管轄していたが、2004年（平成16年）に当時の日本郵政公社の合理化策として、新設されたあきる野郵便局の福生分室に改組され、福生市内の郵便物の集配は同局が行うようになった。2007年（平成19年）に名称は元の福生郵便局に戻ったものの、窓口業務のみを行う無集配郵便局となり、そのまま民営化を迎え現在に至っている。

なお西多摩地域では、他にも集配業務の移管が行われ、檜原郵便局（西多摩郡檜原村）があきる野郵便局へ、瑞穂郵便局（西多摩郡瑞穂町）が羽村郵便局（羽村市）へ集配区域を統合している。
- 福生郵便局（本町77-2）
- 福生牛浜郵便局（大字熊川987）
- 福生熊川郵便局（大字熊川545-13）
- 福生熊川南郵便局（大字熊川161）
- 福生武蔵野台郵便局（大字福生2126）
- 福生加美郵便局（加美平1-6-10）

郵便番号
- 197-0001 横田基地内
- 197-0002 熊川二宮
- 197-0003 熊川
- 197-0004 南田園
- 197-0005 北田園
- 197-0011 福生
- 197-0012 加美平
- 197-0013 武蔵野台
- 197-0014 福生二宮
- 197-0021 東町
- 197-0022 本町
- 197-0023 志茂
- 197-0024 牛浜

※特定事業所番号（197-85xx、197-86xx）を除く

### 電話
以前は市役所南側のNTT福生ビル（電話交換局）にNTT福生営業所の窓口があったが、NTTの窓口廃止によって閉鎖された。
- 市外局番： 042（市内全域）（立川料金区）

## 電気・都市ガス・上下水道
電気
- 東京電力エナジーパートナー

都市ガス
- 武陽ガス（本町17-1）

上下水道
- 上水道 - 東京都水道局
- 下水道
  - 公共下水道 - 福生市
  - 流域下水道 - 東京都下水道局
    - 処理場 - 多摩川上流水再生センター（昭島市宮沢町）

## 病院

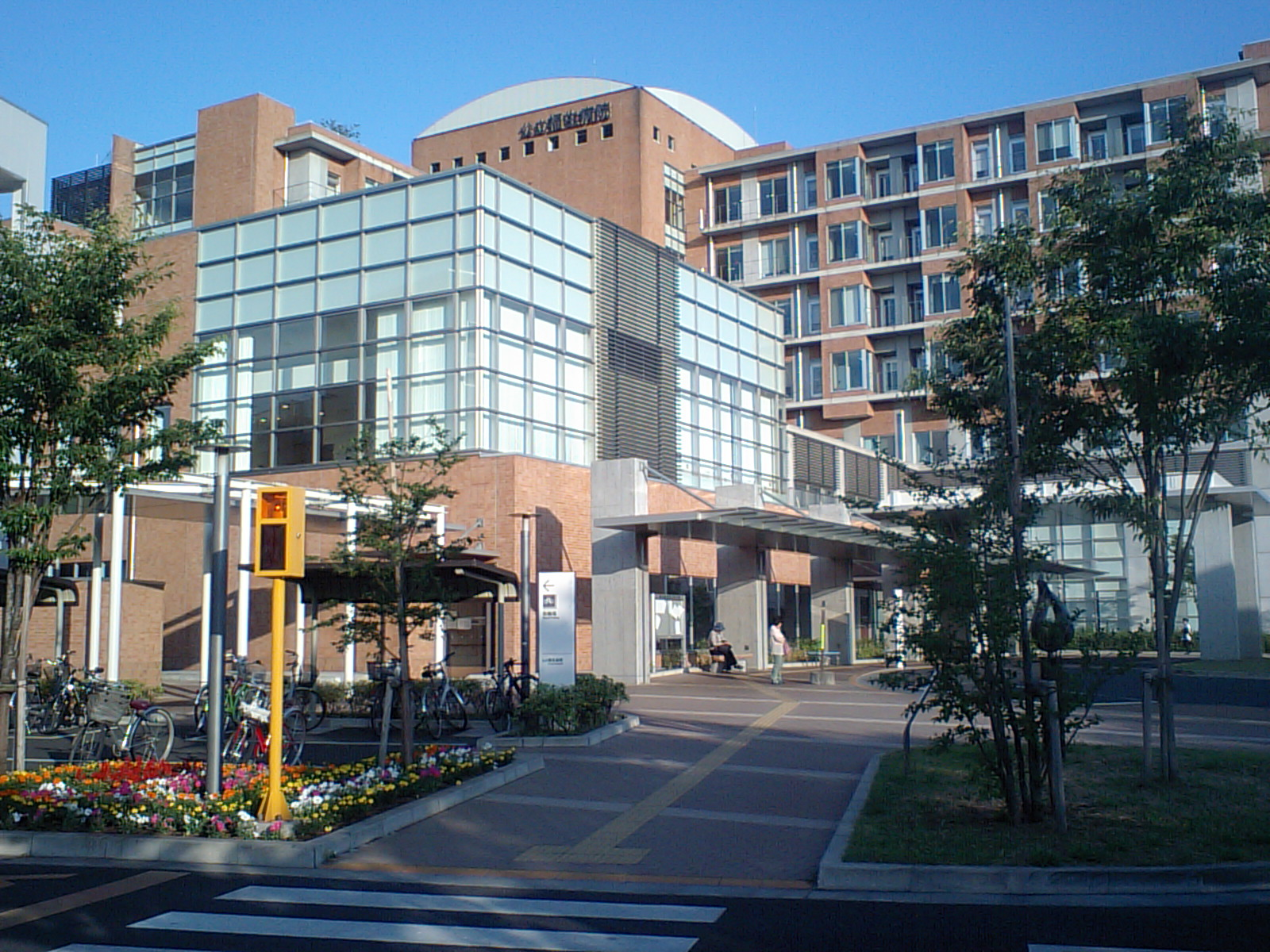
公立福生病院

- 公立福生病院（加美平1-6-1）（東京都災害拠点病院、東京都指定二次救急医療機関）
- 目白第二病院（大字福生1980）（東京都指定二次救急医療機関）
- 大聖病院（大字福生871）（東京都指定二次救急医療機関）
- 熊川病院（大字熊川154）

## 産業

### 工業
- 市内に本社がある企業
  - 日本蓄電器工業（武蔵野台1-23-1）
  - 武陽ガス（本町17-1）
  - 石川酒造（大字熊川1）
  - 田村酒造場（大字福生626）
  - 大多摩ハム小林商会（大字福生785）
  - 福生ハム（大字福生789）
  - 福生コンクリート工業（大字福生3256）
  - 清水工業（牛浜76）
- その他、工業
  - トッパン・フォームズ・セントラルプロダクツ福生工場（武蔵野台1-26-1）
  - 岩谷産業西東京営業所（武蔵野台1-27-1）
  - 愛国電線工業所東京工場（武蔵野台1-27-7）

### 商業
- 市内に本社がある企業
  - トヨタS&D西東京（志茂215）
  - トヨタレンタリース多摩（本町35）
  - 道とん堀（加美平1-6-17）
  - マルフジ（武蔵野台1-9-8）
- その他、商業
  - 西友福生店
    - カインズ西友福生店
    - しまむら西友福生店
    - TOKYO SHOES RETAILING CENTER西友福生店

  - いなげや福生銀座店
  - オザムバリュー牛浜店
  - スーパーバリュー福生店
- 市商工会（本町92-5 扶桑会館）
  - 福生市商工会

### 農業
福生市は農地面積および農家戸数が多摩地域で最少の自治体であり、次に少ない武蔵野市の約半分にすぎない。残る農地も地価の高騰、後継者不足などにより商業施設や宅地へと変わっている。
- 農家戸数：57戸
- 農業従事者：92人（男62人、女30人）
- 農耕面積：125,217m2（うち市内農地：88,670m2）
  - 普通畑：107,619m2（うち市内農地：77,72388,670m2）
  - 果樹園：7,515m2（うち市内農家：3,427m2）
  - 茶畑：1,725m2
  - 桑畑：234m2（うち市内農家：10m2）
  - 水田：1,013m2
  - その他：7,1112（うち市内農家： 4,772m2）

（2021年1月1日現在）

### 金融機関等
- 三井住友銀行福生支店（大字福生1006-7）
- りそな銀行福生支店（大字福生1048）
- 西武信用金庫（市指定金融機関）※
  - 福生支店（大字福生768）
  - 牛浜支店（牛浜95）
- 青梅信用金庫福生支店（本町76-3）
- 多摩信用金庫福生支店（本町24）
- 大東京信用組合福生支店（大字福生1004）
- 西多摩農業協同組合福生支店（本町16）

※西武信用金庫は、旧福生町内に本店のあった武陽信用金庫（前身は福生町信用組合）と他の信用金庫が合併して、1969年に発足した。

## 地域メディア
- ケーブルテレビ - 多摩ケーブルネットワーク
- 地域紙 - 西多摩新聞（週刊）

## 観光
福生市は近年まで西多摩で唯一、観光協会のない自治体であったが、2005年に観光協会が設立され、さくらまつり、七夕まつり、横田基地日米友好祭などのイベントと、横田基地向かいの異国情緒あふれる商店街や玉川上水を目玉に、観光にも力を入れている。

### 市・公式キャラクター
- たっけー☆☆
  - 　ゆるキャラグランプリ

福生七夕まつりのイメージキャラクターとして2004年に誕生した竹（飾り）の妖精。
2013年3月21日、市の公式キャラクターへ就任し、特別住民票を授与される。

### 市観光案内所・観光協会
- 観光案内所「まちなかおもてなしステーション『くるみるふっさ』」（本町23） - 市内観光スポットの案内、名産品の紹介・販売のほか、福生市と交流のある北海道登別市、滋賀県守山市の案内や、名産品の販売も行う。また、電気自動車を利用したカーシェアリング（会員制）や、電動アシスト自転車の有料貸し出しも行っている。
  - くるみるふっさ
- 観光協会（志茂210 NTT福生ビル）
  - 福生市観光協会

### 市選定「ふっさ十景」

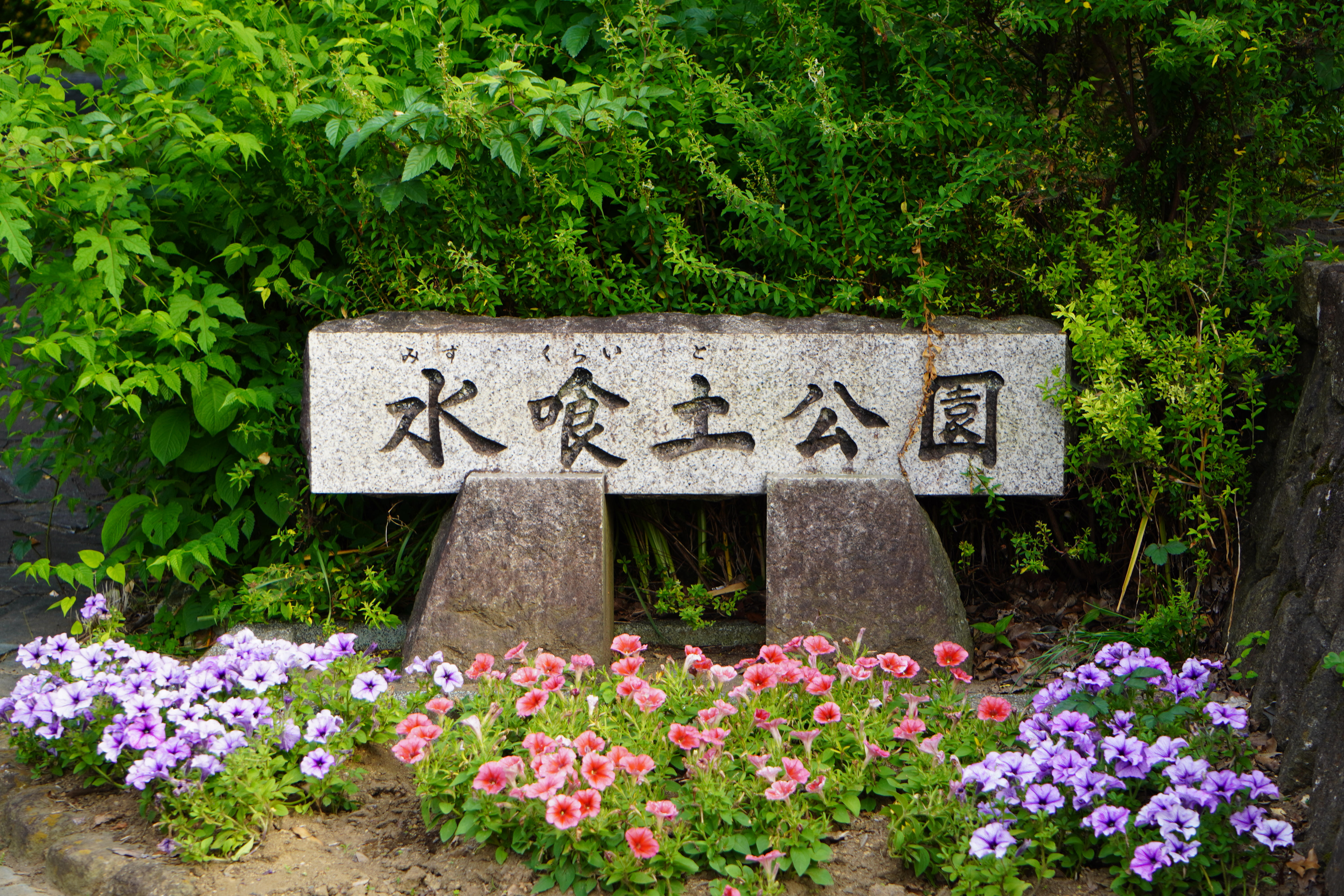
水喰土公園（みずくらいど公園）

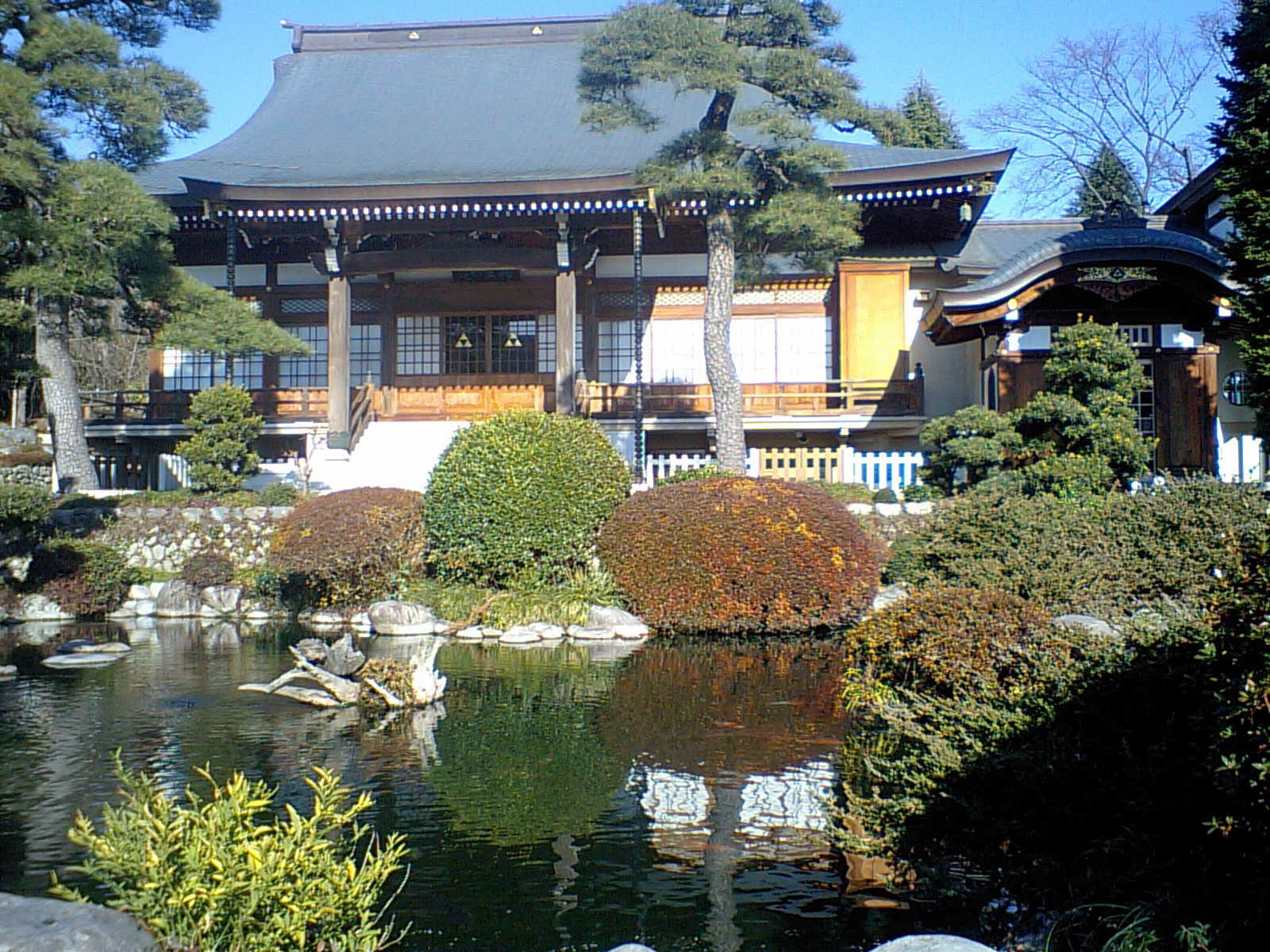
清岩院

- 玉川上水新堀橋付近（大字福生1773先）（東京都選定「新東京百景」の一つ）
- みずくらいど公園（大字熊川1359-1）
- 柳山公園（北田園2-8-2）
- 南稲荷神社付近（大字熊川56付近）
- 清岩院（大字福生507）（清岩院の湧水は、東京都選定「東京の名湧水57選」の一つ）
- 桜並木と多摩川（北田園・南田園）
- 熊川神社（大字熊川660）
- 国道沿いの商店街（大字福生・大字福生二宮）
- 文化の森（大字熊川1092付近）
- 神明社（大字福生1081）

### 祭事・イベント
- 福生桜まつり（3月下旬 - 4月上旬の10日間程度）
- 福生ほたる祭（6月中旬の土曜日） - ほたる公園で養殖したホタルが放たれる。
- 八雲祭り（7月下旬の土曜日・日曜日 ）
- 福生七夕まつり（8月7日付近の木曜日 - 日曜日）
- 横田基地日米友好祭（8月の土曜日・日曜日に開催されていたが、2013年は米軍の歳出削減のため中止[28]。2014年からは9月の土曜日・日曜日に開催）
- 福生市民総合体育大会（10月第2月曜日）（体育の日）
- 福生ふれあいフェスティバル（10月下旬の日曜日）

### 神社・仏閣
- 福生神明社（大字福生1081）[29]
- 堰上明神社（大字福生592）
- 清岩院（大字福生507）
- 長徳寺（大字福生613）
- 長徳寺薬師堂（大字福生1088）
- 妙源院（大字福生1185）
- 東海居（大字福生1773）
- 永昌院（大字福生1791）
- 福生不動尊（大字福生2143-1）
- 加美末廣稲荷神社（大字福生1210）
- 千佛地蔵（イボ取り地蔵）（加美平3-26加美平西公園内）
- 延元之宮正一位稲荷神社（牛浜82）
- 熊牛稲荷神社（大字熊川1010）
- 正一位共光稲荷神社（大字熊川1395）
- 八雲神社（大字熊川314）
- 熊川神社（大字熊川659）
- 千手院（大字熊川20）
- 真福寺（大字熊川309）
- 福生院（大字熊川716）

### 名物・特産品
- 日本酒 - 嘉泉・多満自慢
- 地ビール - 多摩の恵
- ハム、ソーセージ、ベーコン - 大多摩ハム・福生ハム
- ご当地グルメ - 福生ドッグ（ホットドッグ）

### 宿泊施設
- 東横イン福生駅前東口（東町4-1）

## 交通

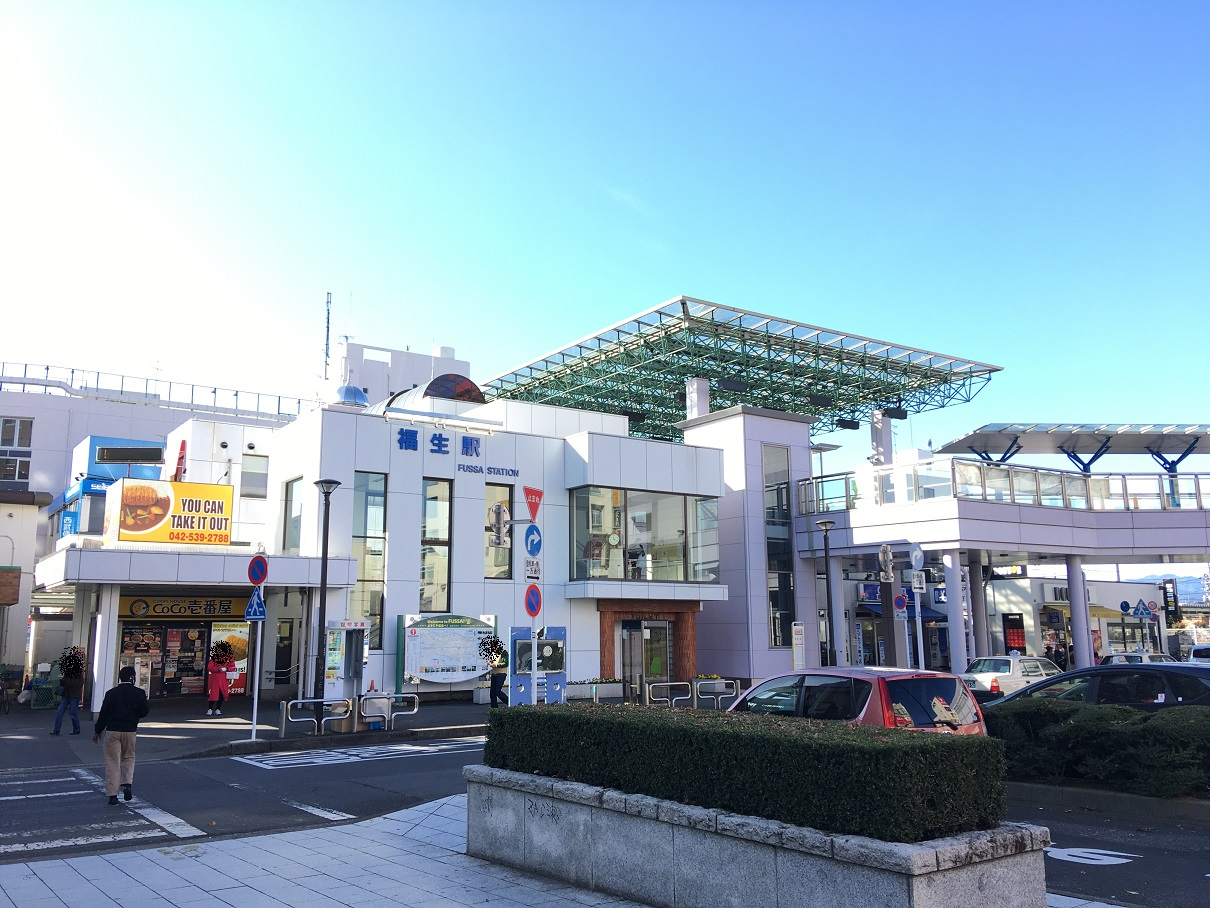
福生駅東口

### 鉄道
東日本旅客鉄道（JR東日本）
 青梅線
- - 拝島駅 - 牛浜駅 - 福生駅 -

 五日市線
- 拝島駅 - 熊川駅 -

■八高線
- - 拝島駅 - 東福生駅 -

日本貨物鉄道（JR貨物）
- 米軍横田基地線

西武鉄道
 拝島線
- 拝島駅 -

※拝島駅は昭島市との市境上にある。JR、西武とも駅長室は昭島市側に位置しているため、公称所在地は昭島市である。

### バス
市内では西東京バスと立川バスにより路線バスが運行されている。2018年7月1日に立川バス福生営業所が設けられた。

### 観光バス
- 東都観光バス福生営業所（大字福生2162）

### タクシー
- 京王自動車福生営業所（大字福生800）
- 大洋自動車交通福生営業所（大字福生2049）

### 道路
一般国道
- 国道16号（東京環状）

主要地方道
- 東京都道7号杉並あきる野線（五日市街道・睦橋通り）
- 東京都道29号立川青梅線（奥多摩街道・新奥多摩街道）

一般都道
- 東京都道164号拝島停車場線
- 東京都道165号伊奈福生線
- 東京都道166号瑞穂あきる野八王子線
- 東京都道220号昭島停車場熊川線
- 東京都道249号福生青梅線（産業道路）

## 自然

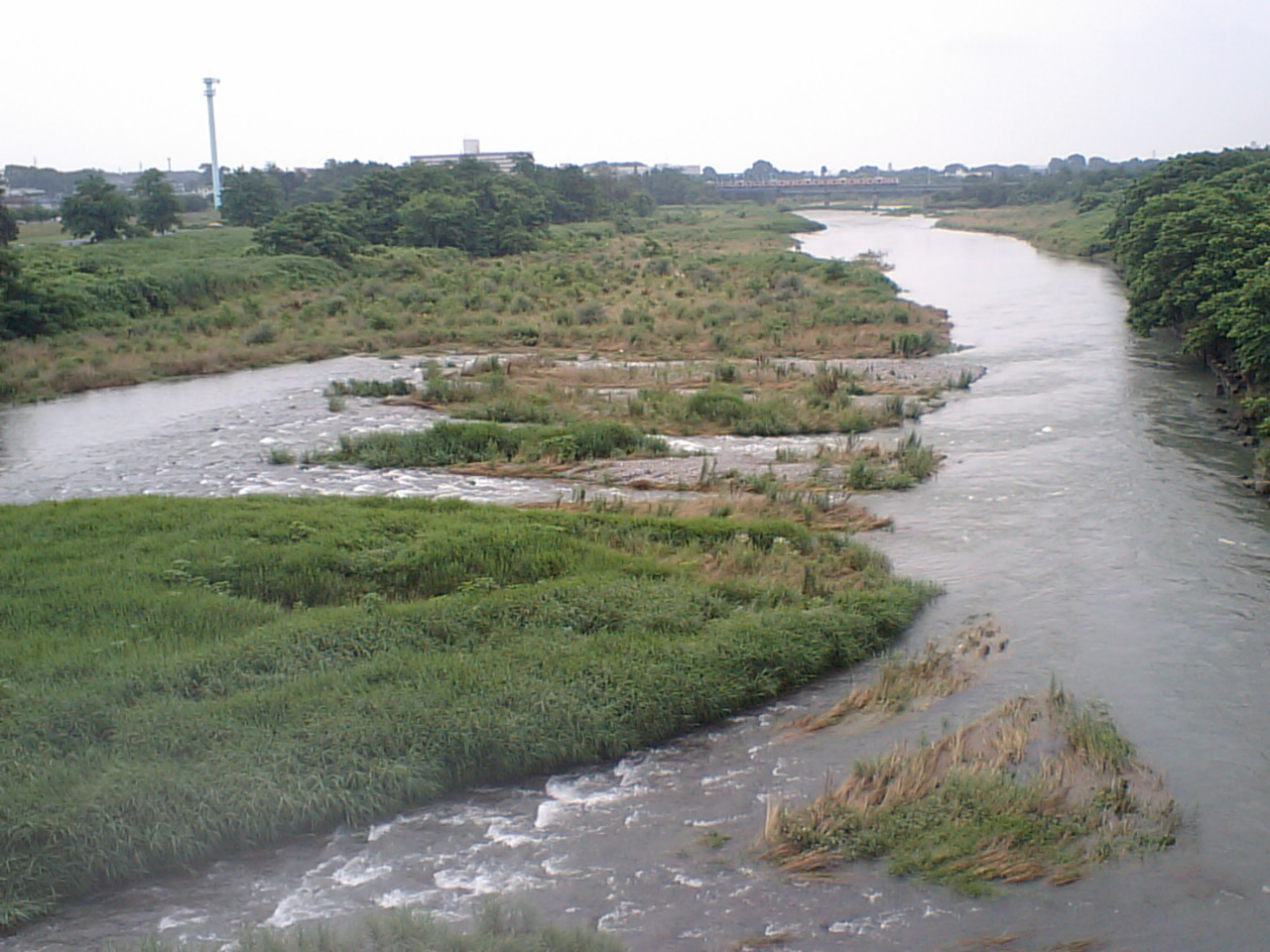
50キロポスト付近にある京浜河川事務所多摩川上流出張所（通信鉄塔が立っているところ）と多摩川

建設省京浜工事事務所（現国土交通省京浜河川事務所）がおこなった生物調査結果では、河口から50キロ地点の福生市付近の多摩川には、次のような 鳥類、魚類が生息している。
ただし調査が鳥類は1998年、魚類は1995年と古く、現状とは合わない点も多い。たとえば、市内に生息するカラスは、ハシボソガラスが優勢な時季や年と、ハシブトガラスが優勢な時季や年が繰り返されているようであるが、1998年の調査ではハシブトガラスのみ記載されている。
なお、植物は特に絶滅危惧種が多いため生育地が伏せられているが、調査時点で同事務所管轄の青梅市万年橋から河口まで（浅川、大栗川の一部を含む）のいずれかに生育しているものがリンク先には掲載されている。

## 著名な出身人物

### 出身人物
- 酒井まゆ - 漫画家
- 松下進 - イラストレーター
- ニイルセン - 美術家
- 石川泰弘 - 温泉入浴指導員・睡眠改善インストラクター・日本薬科大学特任教授
- 加藤英美里 - 声優・歌手・女優
- 塩澤英真 - 俳優・歌手
- 金井勇太 - 俳優
- 竹島由夏 - 女優
- 辰巳奈都子 - 女優・元グラビアアイドル
- 吉岡靖喬 - 元お笑い芸人・俳優（現在はタレントとして所属していたアミー・パークの社員(マネージャー職)）
- 下畑良介 - ミュージシャン、ギタリスト
- 岡田拓郎 - ミュージシャン
- 海老原博幸 - 元プロボクサー（統一世界フライ級チャンピオン。福生中学校1954年度卒業生）
- 嵐望将輔 - 元大相撲力士（現在は常盤山部屋所属の世話人。かつて「福生乃花」の四股名を名乗っていた）
- 伊東康孝 - すかいらーく元代表取締役社長兼最高執行責任者(COO)（福生中学校1962年度卒業生）
- 新井和輝 - ミュージシャン、ベーシスト（King Gnuメンバー）
- 市川刺身 - お笑い芸人（そいつどいつメンバー）
- ワチュク・ナァツ - プロボクサー

### ゆかりの人物
- 吉増剛造 - 詩人
- 村上龍 - 小説家・映画監督
- 中西悟堂 - 詩人・歌人・日本野鳥の会創立者（終戦直前に田村酒造の一角に間借りし「野鳥村」の建設を図る。また夫人は1946年(昭和21年)から10年間、福生中学校(現・福生第一中学校)で教師をしていた）
- 中村次郎 - NHK気象キャスター
- 大瀧詠一 - シンガーソングライター、作曲家、アレンジャー、音楽プロデューサー、元はっぴいえんどメンバー（下記「福生ストラット」という曲を作っている[30][31]。隣の西多摩郡瑞穂町に長く在住していた。福生市と「福生ストラット」にちなみ「福生45スタジオ」というレコーディングスタジオがその自宅にあった[32]）
- 戦闘竜 - 総合格闘家・元大相撲力士（6歳まで横田基地で過ごした）
- パティ - 歌手（横田ハイスクール卒）
- 破廉ケンチ - ミュージシャン、音楽プロデューサー、RCサクセション元メンバー（RCサクセションが売れる前に在住していたことがある）
- 三浦友和 - 俳優（破廉ケンチと同居の形で在住していたことがある）
- 森重樹一 - ミュージシャン、シンガーソングライター
- 布袋寅泰 - ミュージシャン、ギタリスト（群馬から上京後、アマチュア時代に在住していた）

## 福生市に関連する作品
舞台とする作品
- 小説『限りなく透明に近いブルー』（村上龍） - 第75回芥川賞受賞作
- 小説『スローなブギにしてくれ』（片岡義男）
- 小説『ラビット病』『風味絶佳』（山田詠美）
- 講演記録 『ことばの古里、ふるさと福生』（吉増剛造）
- 漫画『SEX』（上條淳士）
- 漫画『河よりも長くゆるやかに』（吉田秋生）
- 曲「福生ストラット」（大瀧詠一） - 『NIAGARA MOON』収録曲。ウルフルズが「大阪ストラット・パートII」としてカバー
- 映画 『野獣を消せ』（1969年）
- 映画 『新宿酔いどれ番地 人斬り鉄』（1977年）
- 映画 『シュガー&スパイス 風味絶佳』（2006年） - 上記の小説『風味絶佳』の映画化
- アニメ『GAMERA -Rebirth-』（2023年） - Netflixで配信された作品で、福生市でガメラがギャオスやジャイガーと戦い[33]、本作の影響で「訪れてみたい日本のアニメ聖地88」の2024年版に対馬市と共に選出された[34]

ロケが行われた作品
- 『 ラブレター (2008年のテレビドラマ)』：TBS系『愛の劇場』40周年記念番組。大人時代（41話〜）に市立中央図書館などでロケを実施。